# Overtoom (Amsterdam)
De Overtoom is een straat in het stadsdeel West in Amsterdam, tussen de Stadhouderskade en de Amstelveenseweg. De huidige Overtoom heette vanaf 1345 de Heiligeweg, want hij leidde naar het Mirakel van Amsterdam. Langs de Heiligeweg liep de Heiligewegsevaart, later de Overtoomsevaart genoemd. Een stukje Overtoom (bij de Vondelkerk) heeft korte tijd Vondelkade geheten. Tot eind 19e eeuw lag de Overtoomseweg in de gemeente Nieuwer-Amstel die toen door Amsterdam werd geannexeerd.
De straat dankt haar naam aan de overtoom (overhaal) op een dam die in 1515 tussen de Schinkel en de Kostverlorenwetering was aangelegd. Op dit drukke kruispunt van water en wegen ontstonden herbergen, melkhuisjes, woningen, een wekelijkse markt en vertier.
In de 18e eeuw kwamen langs de Overtoomseweg pleziertuinen, buitenhuizen, bierlokalen en zelfs theaters. Deze verdwenen vrijwel allemaal in de 19e eeuw om plaats te maken voor statige woonhuizen, winkels en bedrijven. Ook werd de overhaal in 1809 door een schutsluis vervangen: de Overtoomse sluis. Begin 20e eeuw werd de Overtoomsevaart gedempt en werden beide zijden bebouwd met woonhuizen van meestal vier verdiepingen. In 1925 werd een nieuwe ijzeren ophaalbrug gebouwd iets ten noorden van de oude en in 1942 werd de Overtoomse sluis vervangen door de Schinkelsluis bij de Nieuwe Meer. Het was een statige laan met prachtige volwassen bomen.
De grotendeels 19e- en begin-20e-eeuwse woonhuizen staan er nog steeds, aangevuld met interessante architectuur uit de jaren 1920, 30 en 40 en afgewisseld met bebouwing uit de jaren 60 en 70. De huidige Overtoom herbergt op ongeveer 1,75 kilometer duizenden bewoners en bijna honderd winkels. Op de begane grond is de verhouding bewoners/winkels ongeveer 50/50. In 2000 is de Overtoom 'geherprofileerd' en zijn de meeste oude bomen gekapt.

## Geschiedenis

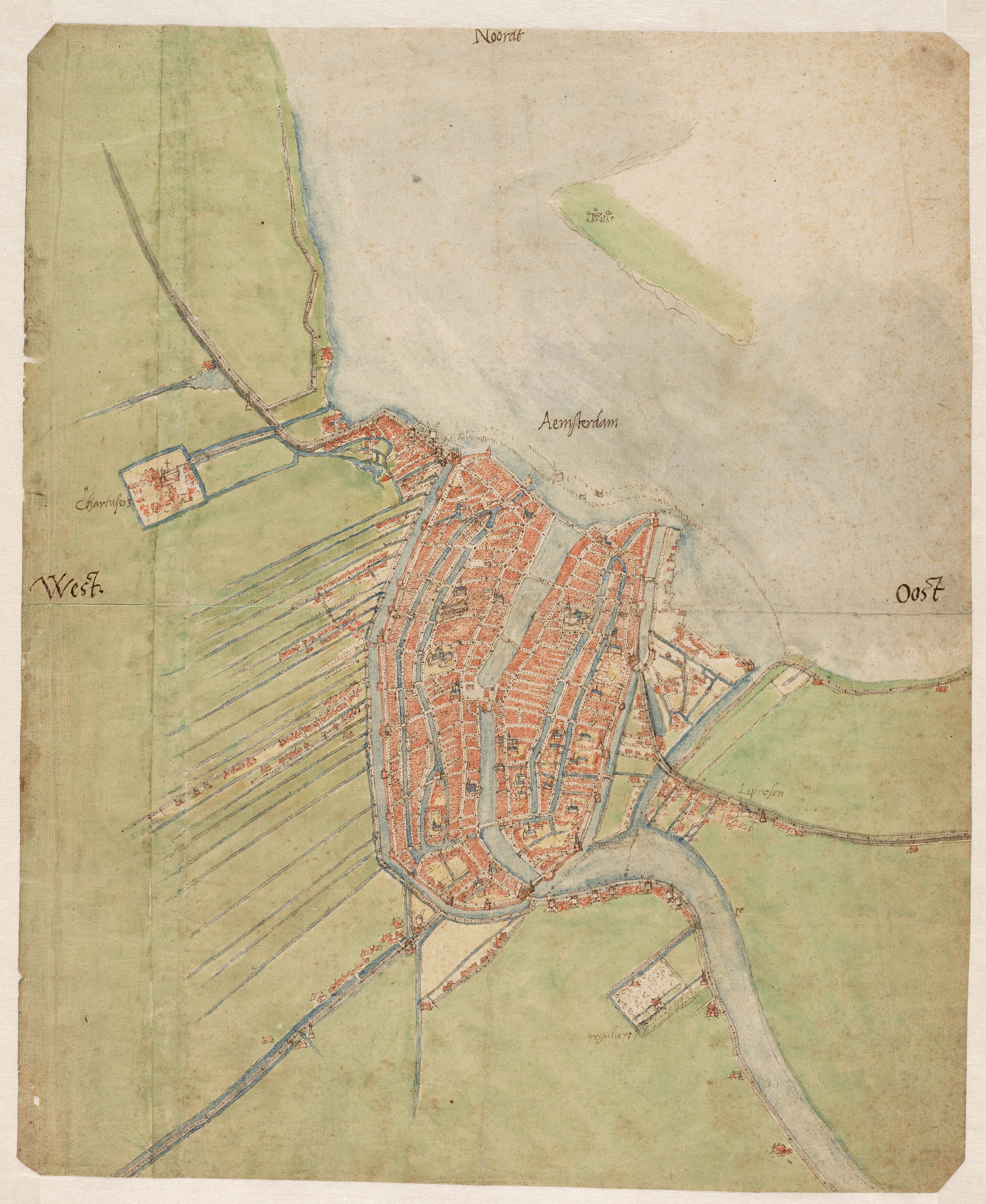
De Boerenwetering komt bij de Heiligewegsevaart op het Singel uit. Kaart: Jacob van Deventer; circa 1560.

### Amstel en Amstelland (12e eeuw)
In de 12e eeuw was het plaatsje Amstel (tegenwoordig: Ouderkerk aan de Amstel of Ouderkerk) het bestuurlijk, economisch en kerkelijk centrum rond de rivier de Amstel.
De schout van Aemstel wilde dit veengebied ontginnen om landbouw en bebouwing mogelijk te maken. Dus werden sloten en afwateringen (weteringen of weersloten) gegraven. Zo kreeg de westoever van de Amstel een dijk, kwam langs de huidige Amstelveenseweg ook een dijk en werd halverwege de Boerenwetering gegraven. Hierdoor ontstond hier het gebied Amstelland tussen de nederzettingen Diemen, Amstel en Sloten en het IJ. Ook werd o.a. het veenwerkersdorpje Middeldorp (het huidige Amstelveen) gesticht. Van de latere nederzetting Aemstelle (Amsterdam) zijn uit de 12e eeuw geen bodemsporen teruggevonden.

### Spaarndammerdijk en Diemerzeedijk (13e eeuw)
Na een stormramp (de Sint-Marcellusvloed) in 1220 besloten de graaf van Holland en de bisschop van Utrecht samen te werken in waterstaatszaken. Om verdere overstromingen vanuit het IJ tegen te gaan werden maatregelen genomen: een dam in de Spaarne (1253), een dam in de Amstel (circa 1260) en tussen beide dammen een zeewering: de Spaarndammerdijk. Het Hoogheemraadschap van Rijnland, dat in 1255 als waterschap was opgericht, kreeg het beheer over de hele Spaarndammerdijk (1286) vanaf de Spaarne bij Haarlem tot de Amstel bij Amsterdam.
De Diemerzeedijk werd in de 13e eeuw aangelegd om het achterliggende land tegen het IJ en de Zuiderzee te beschermen. Deze dijk van klei liep vanaf de Amstel-monding tot voorbij Muiden en bevatte verschillende uitwateringssluizen (spuisluizen). Hij werd na grote overstromingen weer opgehoogd (Sint-Elisabethsvloed, 1424). De Diemerzeedijk en Spaarndammerdijk hebben in later eeuwen steeds een belangrijke rol gespeeld bij de verdediging van Amsterdam.

### Nieuwer-Amstel en Ouder-Amstel (13e eeuw)

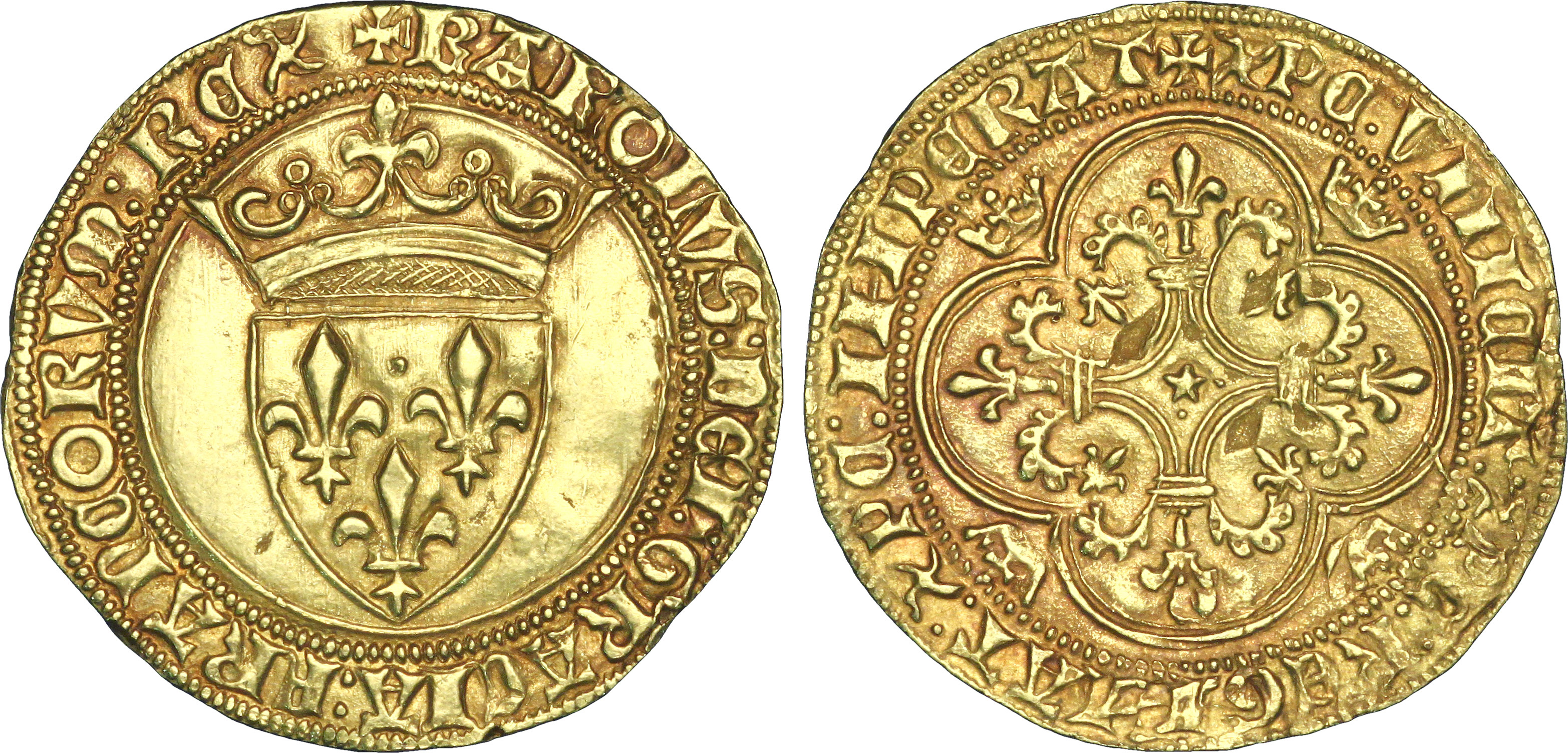
Schild (Écu d'or) onder Karel VI; circa 1385.

Middeldorp (Amstelveen) kreeg in 1278 een eigen kerk en daarna een ambachtsheer (1300). Eind 13e eeuw kreeg het ontgonnen veengebied ten westen van de Amstelrivier een eigen bestuur en werd het de Ambachtsheerlijkheid Nieuwer-Amstel genoemd. Het werd bestuurd vanuit Middeldorp. Aan de andere zijde van de Amstel, ten oosten hiervan, werd het gebied Ouder-Amstel genoemd en heette het dorp Amstel voortaan Ouder-Amstel, om het verschil met Nieuwer-Amstel te benadrukken.
Een ambachtsheer mocht recht spreken over een bepaald gebied, dit besturen en bijvoorbeeld ook belastingen innen. Meestal werd de uitvoering hiervan aan een schout (politiecommissaris) en schepenen (wethouders) gedelegeerd. Maar dit recht kon ook verkocht worden. Zo werd bijvoorbeeld het recht op de ambachtsheerlijkheid van Nieuwer-Amstel verkocht in 1399 aan Koen van Oosterwijk voor 3.100 schilden (munteenheid).

### Aemstelle of Amsterdam (13e eeuw)
Aemstelle, begin 13e eeuw een kleine nederzetting aan de Amstel bij de monding in het IJ, kreeg in 1275 de tolvrijheid (tolrecht) waarmee het zelf belastingen mocht heffen zonder dit aan de graaf af te staan. Ook kreeg Aemstelle kort na 1300 de stadsvrijheid (stadsrechten) waardoor de stad Amsterdam (of Aemstelredamme) bestuurlijk losgekoppeld was van Amstelland en een eigen rechtssysteem (jurisdictie) kreeg. De jurisdictie buiten de stadsmuren van de stad liep door tot honderd gaarden (of 100 roeden, ongeveer 368 meter). Op de Heiligeweg (tegenwoordig: Overtoom) stond 'de paal van honderd gaarden'. Het gebied tussen deze paal en de stadswallen viel onder de jurisdictie van Amsterdam, het gebied buiten de paal onder Nieuwer-Amstel. Deze honderd gaarden grens is vaak als stippellijn op oude kaarten weergegeven.

### Het Mirakel (1345) en de Heiligeweg
Door het Mirakel van Amsterdam werd Amsterdam vanaf 1345 een bedevaartsplaats. Er liep een pelgrimsroute van Haarlem via Sloten over de huidige Overtoom naar de Kapel ter Heilige Stede (later bekend als de Nieuwezijds Kapel ongeveer gelegen tussen de huidige Kalverstraat 81 en Rokin 82) waar het Mirakel aanbeden kon worden. Deze weg werd door pelgrims en reizigers druk bezocht en heette al in de 14e eeuw de Heiligeweg (Heylighe Wegh). Het gedeelte tussen de huidige Kalverstraat en het Koningsplein heet trouwens nog steeds Heiligeweg. Eind 14e eeuw raakte de Heiligeweg behoorlijk vervallen. De Kapel ter Heilige Stede sloot daarom met Amsterdam een overeenkomst waarmee ze al haar inkomsten afstond aan Amsterdam en de stad het onderhoud van de kapel en de Heiligeweg op zich nam (1415).

### Kostverlorenwetering (1413)

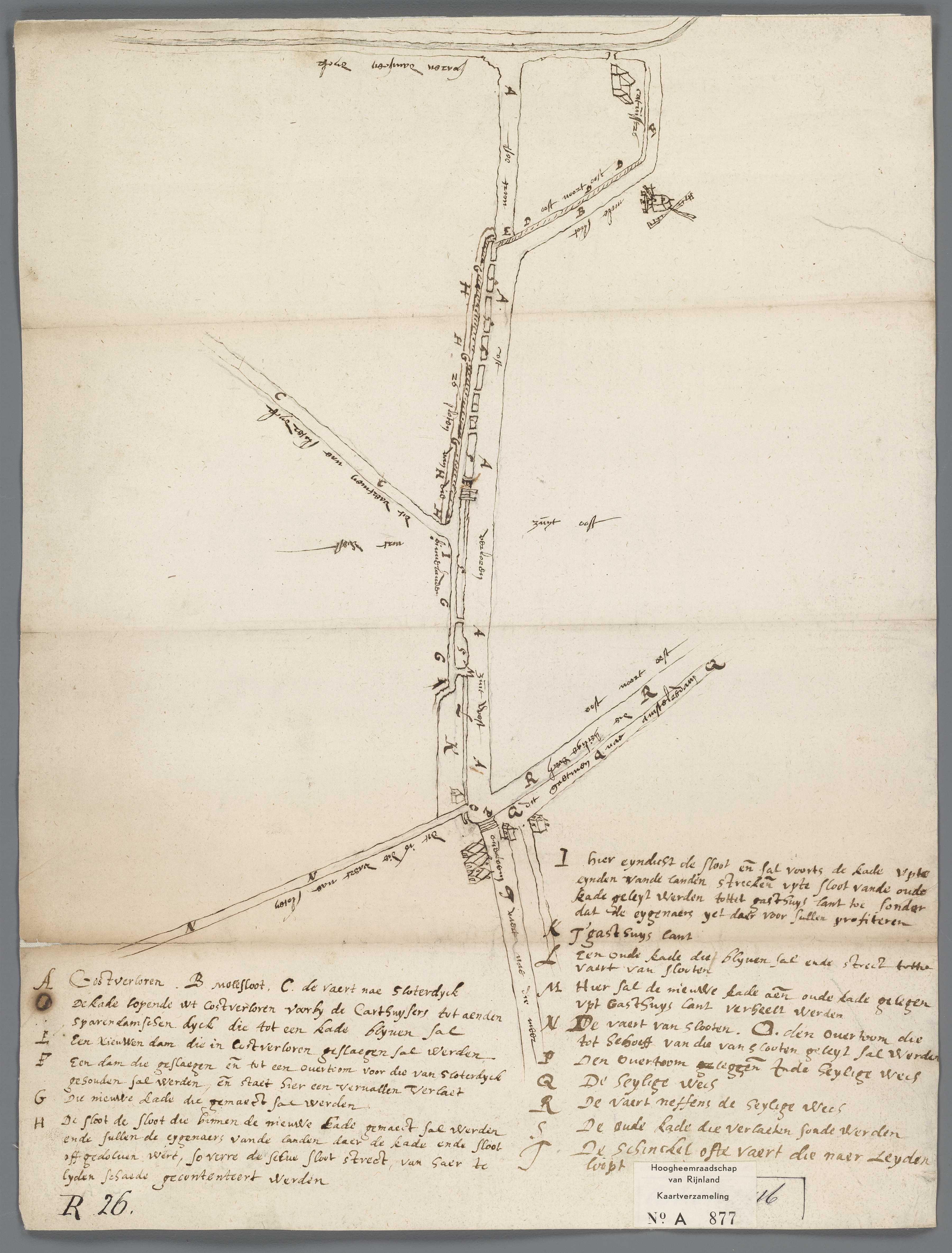
Schets van de nieuwe kade langs de Schinkel en Kostverlorenvaart; 1598.

Het hoogheemraadschap Rijnland kreeg in 1413 toestemming van graaf Willem IV om de Schinkel via een uit te graven kanaal op het IJ te laten afwateren (wetering). Na twintig jaar procederen tegen deze Rijnlandse afwatering sloot de stad Amsterdam, behorend tot het aanliggende gebied Amstelland, de spuisluis aan de IJ-zijde weer af (in de Spaarndammerdijk) omdat ze vreesde dat Amsterdam hiermee onder water gezet kon worden. Hierdoor was dit nieuwe kanaal niet bruikbaar als Rijnlands' wetering en was het dus een verspilling van haar investering (cost). Dat kan verklaren waardoor dit kanaal niet Carthuiserswetering (of Slogterwetering) maar Kostverlorenwetering werd genoemd.
Het Kartuizer klooster, waarlangs de wetering liep, was al in ca. 1390 buiten de Amsterdamse stadswallen opgericht en was tot 1614 in gebruik, toen de laatste monnik overleed.

### Heiligewegsevaart (1430) en een dam (1432)
Rond 1430 besloot Amsterdam de oorspronkelijke sloot langs de huidige Overtoom te verbreden en geschikt te maken voor scheepvaart: de Heiligewegsevaart (of Heilige Vaart). Deze liep vanaf het Singel langs de Heiligeweg (ten noorden ervan) en kwam uit op de Schinkel / Kostverlorenvaart, waardoor een kortere verbinding ontstond tussen Amsterdam en Leiden (via de Nieuwe Meer en Haarlemmermeer).
De stad Haarlem was fel tegen deze kortere route via de Schinkel omdat de Amsterdamse vrachtschepen hierdoor zonder Haarlemse tol naar bijvoorbeeld Leiden konden varen. Rijnland voelde zich ook bedreigd omdat Amstelland hierdoor overtollig water kon lozen op Rijnlands wateren. Dus verbood de graaf van Holland deze nieuwe vaarroute en werd een dam in de Schinkel aangelegd (1432), door Haarlem te onderhouden. Deze dam werd door Amsterdam soms doorgestoken om handelsschepen door te laten en snel weer dichtgemaakt. In reactie hierop sloeg Haarlem palen in de Schinkel om de doorvaart te verhinderen, maar Amsterdam trok deze er weer uit (1434).

### Overhaal of overtoom (1515)

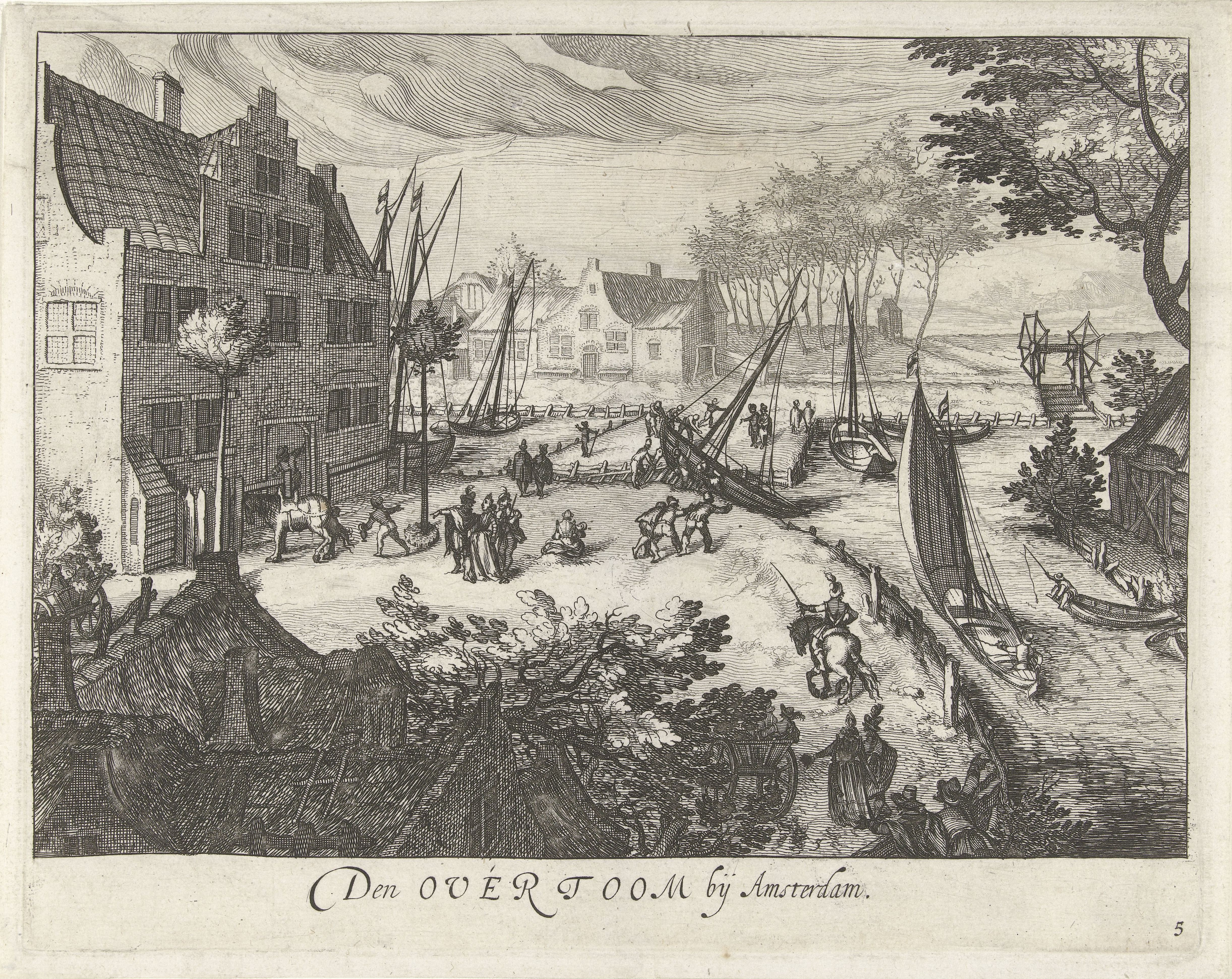
Aan het eind van de Heiligewegsevaart in de Schinkel ligt een dam met een overhaal: de Overtoom. Links: het Leydse Veerhuis. Ca. 1610.

Deze conflicten duurden voort tot 1515 toen Rijnland toestemming gaf om klein scheepsverkeer mogelijk te maken, zoals schuitjes van boeren en tuinders die groenten, melk, kaas en boter naar de markten brachten. Op de dam in de Schinkel werd een overtoom of overhaal geplaatst: een houten helling waarover schepen van de Heiligewegsevaart / Kostverlorenvaart naar de Schinkel (en andersom) getrokken konden worden. Grote schepen mochten hier echter niet passeren. Daarom werd deze overhaal eenvoudig uitgevoerd zonder houten rollenbaan en windas (een soort takel) en werd deze deels door Haarlem aangelegd en onderhouden. De overhaal is eeuwen in gebruik gebleven en heeft haar naam aan de huidige Overtoom gegeven.
De gravure van Frisius (circa 1611) toont de Heiligewegsevaart (van rechtsonder naar het midden) die uitkomt op de Kostverlorenvaart (rechts) en de Schinkel (links), waar een schip over een dam wordt 'overgehaald'. Ook is rechts een tweede overhaal zichtbaar, deze mét opwind-as, naar de Slotervaart, die doorgang naar het veel lager gelegen dorpje Slooten mogelijk maakte. De overtoom bevond zich op een druk kruispunt van vier vaarten, van vier wegen en op het raakvlak van twee waterschappen. Links op de afbeelding is een gedeelte van de herberg Het Leidse Wapen te zien, ook wel bekend als het Leydse Veerhuis (gebouwd circa 1600).

### Kruispunt van vaarten en wegen (16e eeuw)

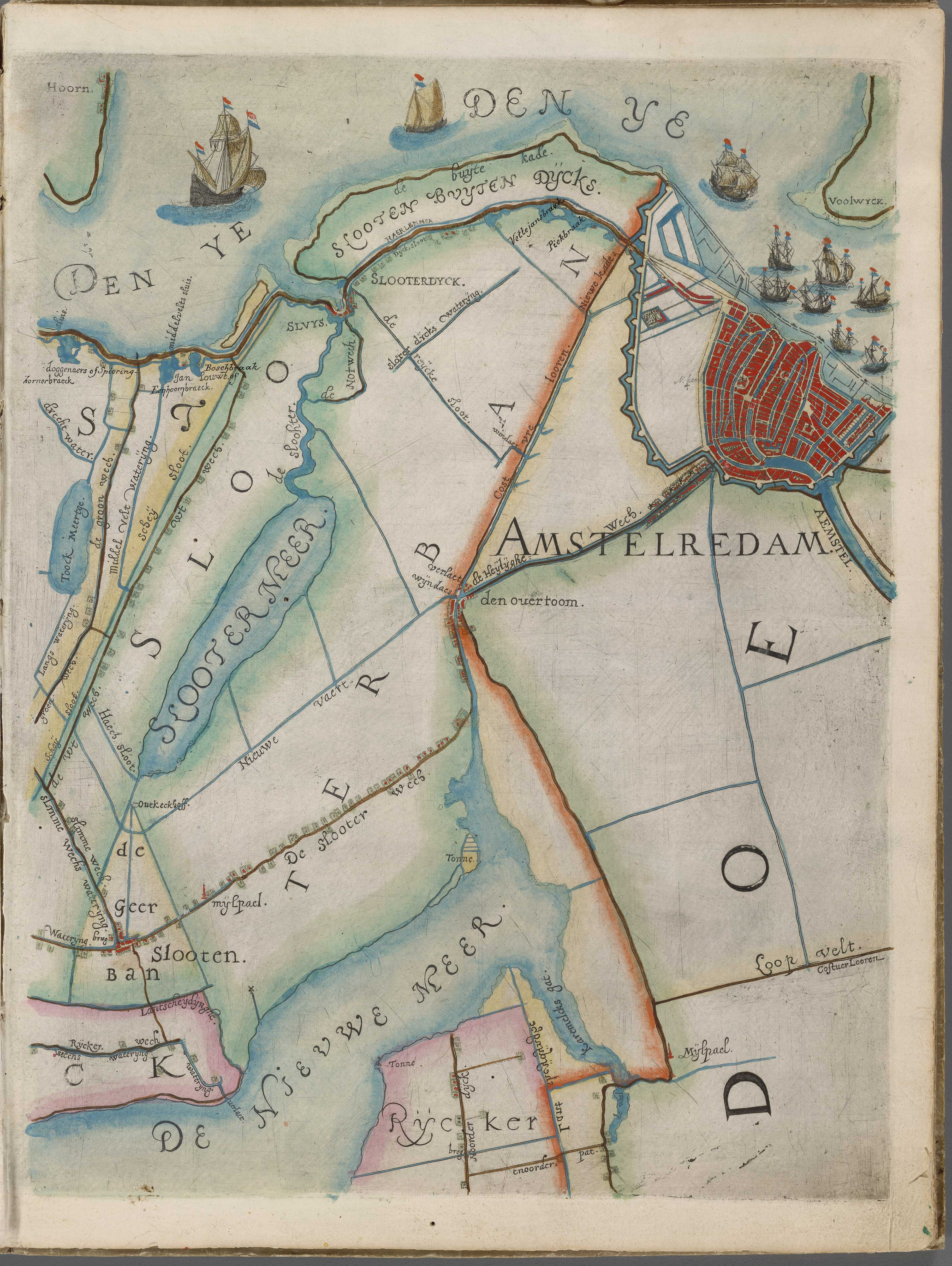
De Heiligeweg komt uit op de Schinkel en de Kostverlorenvaart, op de grens (in oranje) tussen twee waterschappen. Circa 1615.

Begin 16e eeuw woonde ongeveer de helft van de Hollandse bevolking in een stad. De behoefte aan vrachtvervoer via het water werd hierdoor steeds belangrijker om o.a. eten (groente, vis), drank (melk, bier, wijn) en brandstof (turf) aan te voeren en op de markten te verhandelen. Maar ook de behoefte aan personenvervoer groeide sterk. Zo ontstond er een geregelde veerdienst tussen Amsterdam en Leiden (1599). Dit kaagschuiten-veer vertrok bij het Leydse Veerhuis aan de overtoom aan de Amstelveenseweg-zijde, later aan de Sloterzijde bij Herberg de Nieuwe Plaats Royaal.
De scheepvaart en bedrijvigheid rond de overtoom werd halverwege 16e eeuw steeds drukker en Amsterdam was inmiddels de belangrijkste handelsstad van Holland geworden. De trekschuit werd steeds vaker gebruikt die door mens of dier getrokken werd. De trekschuit was veel sneller dan een kaag die van de wind afhankelijk was, namelijk ongeveer zeven tegen vier kilometer per uur. Omdat de afvaarten en aankomsten via een vast schema verliepen kan de trekschuit als een soort voorloper van het openbaar vervoer worden gezien.
In 1520 werd Nieuwer-Amstel tot heemraadschap verheven en stond daarmee in rangorde boven het stadsbestuur. Aansluitend werd in 1525 het Hoogheemraadschap Amstelland opgericht dat een overkoepelende functie had en toezicht hield op het functioneren van meerdere heemraadschappen, waaronder Nieuwer-Amstel.
De gemeenteraad van Amsterdam kocht in 1529 de heerlijkheden Sloten, Sloterdijk, Osdorp en Amstelveen van Reinoud III van Brederode, volgens sommigen als gevolg van een door hem verloren dobbelspel. De Amsterdamse gemeenteraad benoemde hierdoor de schout en schepenen van deze heerlijkheden en bestuurde dus effectief het gebied Nieuwer-Amstel. De directe invloed van Amsterdam op het omliggende land zou tot 1795 voortduren (de vorming van de Bataafse Republiek) toen de ambachtsheerlijkheden werden afgeschaft.

### Buurtschap Den Overtoom (17e eeuw)

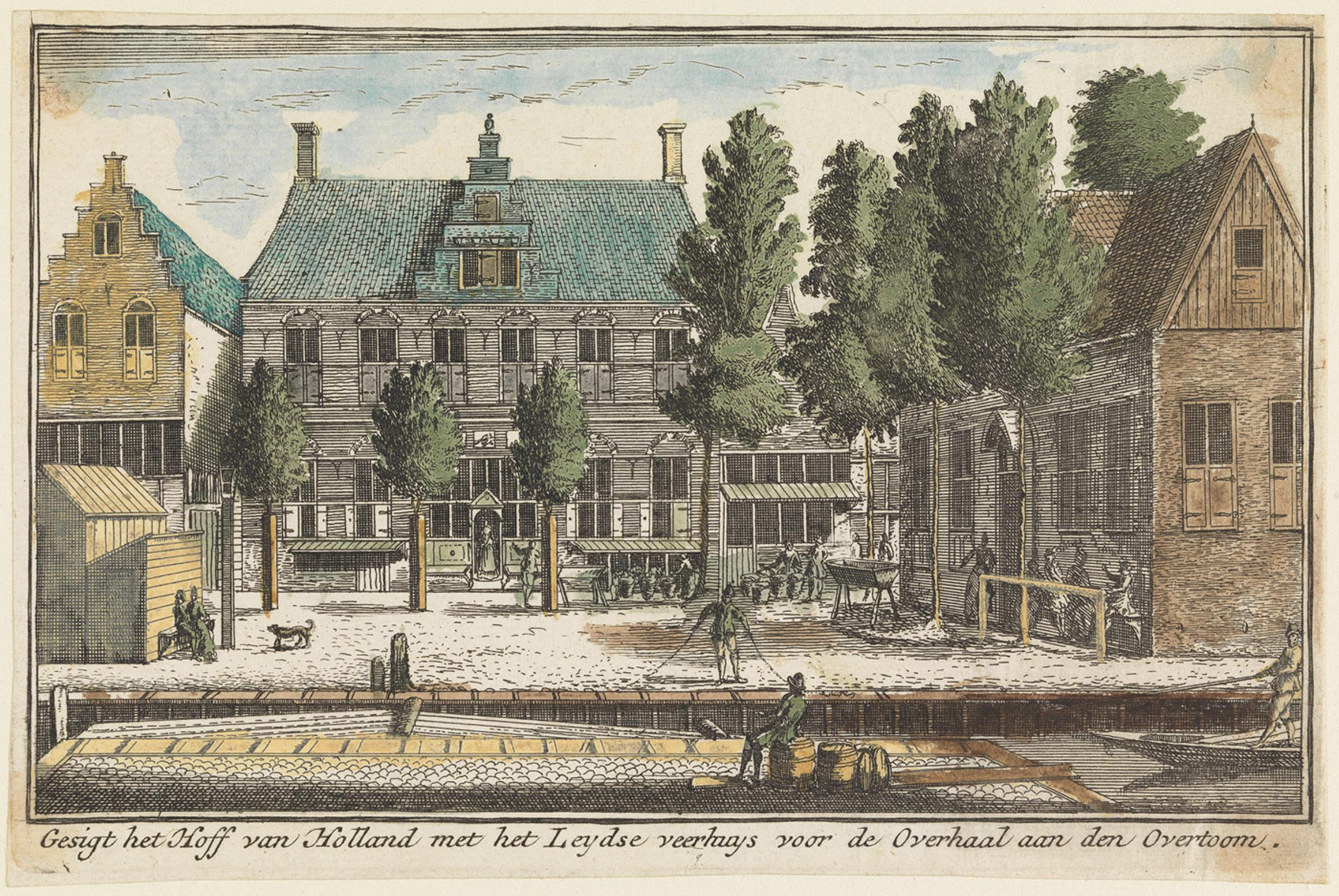
De overtoom in oostelijke richting. Midden: het Hof van Holland en rechts: het Leydse Veerhuys. Circa 1717.

Door de vele bezoekers vestigden zich aan het eind van de Heiligeweg, rond de overtoom in de Schinkel, steeds meer bewoners en opvallend veel schoenmakers en herbergen, zoals de Bonte Os in 1634 (ofwel het Aalsmeerder Veerhuis dat er nu nog steeds staat) en Het Hof van Holland in 1648. Dit gebied werd de buurtschap "aan Den Overtoom" genoemd. Op de kaart van Floris Balthasar uit 1615 is mooi te zien dat de Heiligeweg aan het eind (bij de overtoom) en aan het begin (bij de stadswallen) steeds drukker bebouwd werd. Daartussen was het land vrijwel zonder bebouwing.
De buurtschap Den Overtoom stond bekend om haar levendigheid en vermaak, vooral zondags (als er vismarkt was) en op feestdagen. Amsterdamse burgers, handelaren en kooplui en andere bezoekers wandelden hiernaartoe, of lieten zich per schuit of koets vervoeren. Bij een van de vele herbergen werd dan een vers riviervisje gegeten (gebakken aal, baars), bij een biertapperij bier of wijn gedronken, of bij een melkhuisje van zoete melk, thee en room genoten. Het was een heerlijk tijdsvermaak. De Gouden Eeuw was in opkomst en er kwamen steeds meer mensen bij den Overtoom op bezoek.

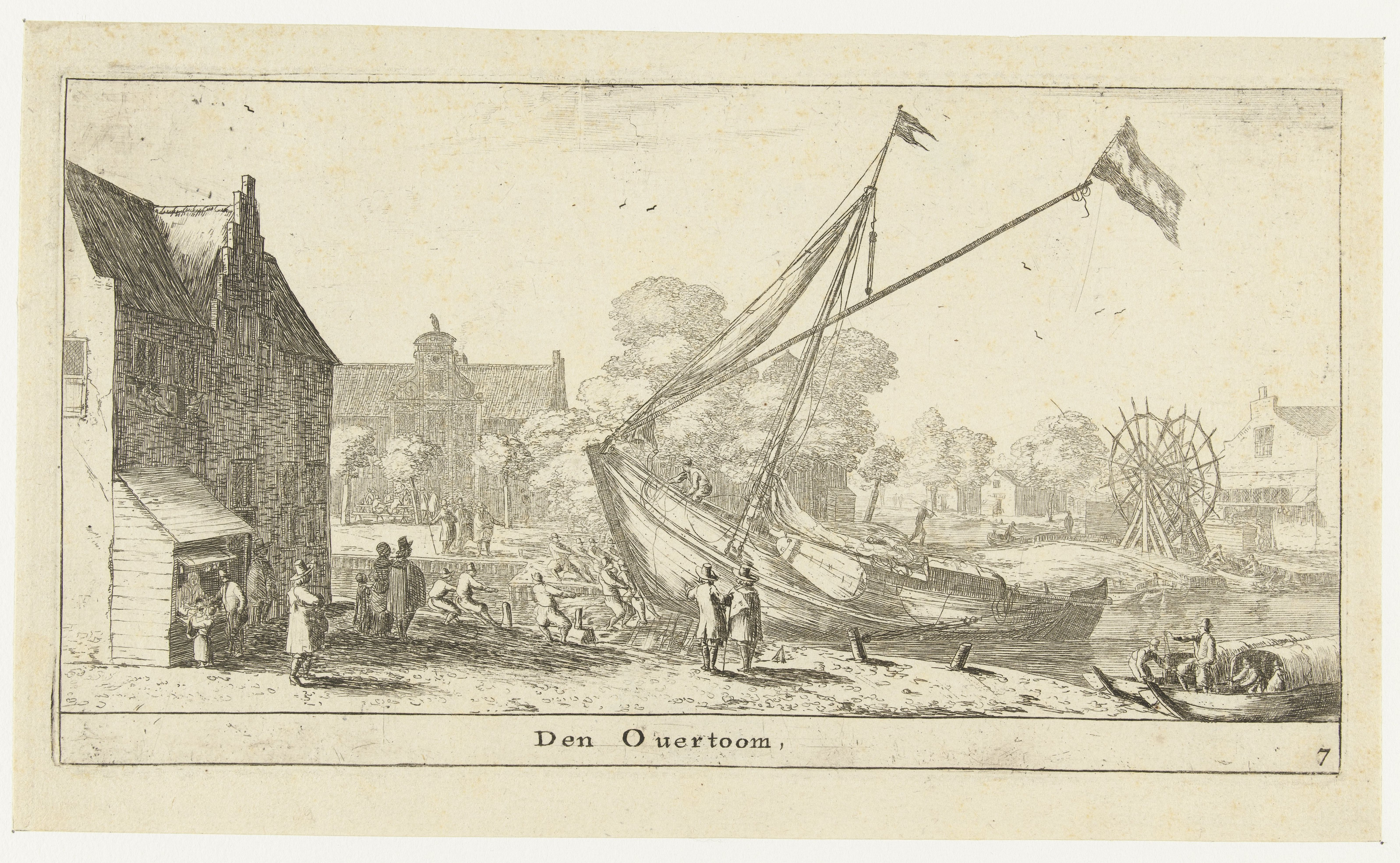
De overtoom in westelijke richting. Het overhalen van een Leidse veerkaag was een heel spectakel. Links het Leydse Veerhuis, aan de overzijde herberg De Valk aan de Sloterkade. Circa 1652.

Het overtrekken van de boten werd door 16 tot 24 sterke mannen uitgevoerd, de zogenaamde 'treckers' of 'overwinders'. Deze waren in dienst van de stad Amsterdam en werden door een Capitijn aangevoerd. Het overhalen moet een heel spektakel zijn geweest. Kleine groente- en visscheepjes vertrokken al rond 4 uur 's ochtends naar de markten en gedurende de dag kwamen de grotere Leidse veerkagen tot een uur of 10 's avonds als de Amsterdamse stadspoorten sloten. Begin 1600 moeten het tienstallen schepen per dag geweest zijn maar gedurende de eeuw liep dat terug tot zes grote kagen per dag en meerdere kleinere schuitjes.

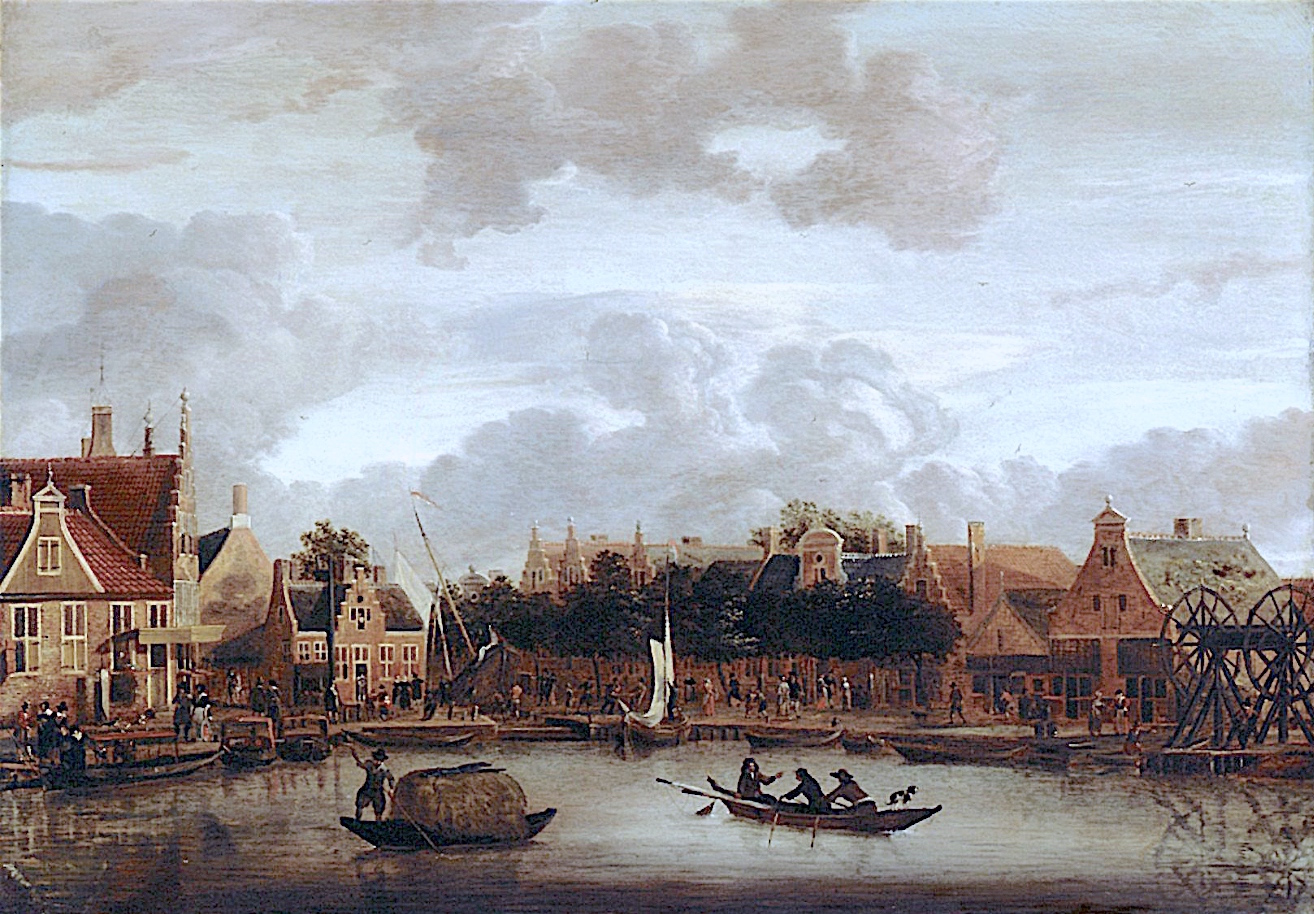
De overtoom in zuidelijke richting. Links: Hof van Holland en rechts daarnaast de Amstelveenseweg. Midden: Leidse Veerhuis, met rechts daarnaast de overtoom naar de Schinkel. Geheel rechts: huizen aan de Sloterkade; het vijfde pand van rechts is het Aalsmeerder Veerhuis. Circa 1660

 Het grote plein tussen de overtoom, het Leidse Wapen en het Hof van Holland werd voor goederenoverslag en (vis)markt gebruikt. Vanaf dit plein, langs de Amstelveenseweg, stonden tapperijen (o.a. de Kemphaan), herbergen (o.a. het Amsterdamse Wapen, de 3 Roskammen, de Hollandse Tuin, de Bracke grond, de Oude Plaats Royaal), winkels en woningen op een kluitje bij elkaar. Hier woonden en werkten in 1681 negen tappers, drie timmerlui, een bakker, winkelier, trekker, schoenmaker, zuivelhouder, schuitenvoerder, grutter, smid, ledesetter (rechtzetten van ledematen), scheepmaker, verver, turfdraagster en hoedenmaker.
Aan het eind van de Heiligewegsevaart, aan de noordzijde bij de kleine overtoom (met windas), lagen een scheepswerf, een verfmakerij en een wolwasserij. Dit buurtje werd het Eiland genoemd en het behoorde ook bij buurtschap Den Overtoom (zie hierboven). Aan de Sloterzijde van de buurtschap (aan de overkant van de Kostverlorenvaart) stonden uit huizen, herbergen en bedrijven op de kade bij de overtoom. Recht tegenover de grote overtoom lag herberg De Valk, daarnaast (richting de Nieuwe Meer) herberg de Bonte Os, een bierbeschoeierij, het wapen van Haarlem, herberg de Pauw en het huis Te Vraagh, aan de monding van de Schinkel, waar nu een prachtige begraafplaats ligt.
De hoeveelheid grote(re) schepen die werden overgehaald daalde sterk eind 17e eeuw, o.a. door de nieuwe trekvaarten Haarlem – Amsterdam (1632) en Haarlem – Leiden (1657). Van de 16 overtrekkers die hier hun brood verdienden aan het begin waren er nog maar enkelen overgebleven.

### Stads- en Godshuispolder (17e eeuw)
Het gebied ten noorden van de Heiligewegsevaart werd sinds 1636 de Stads- en Godshuispolder genoemd. Dit gebied lag tussen de Heiligewegsevaart, de Kostverlorenvaart en de Singelgracht. Het viel juridisch onder Nieuwer-Amstel (Amstelveen) maar de strook tussen de honderd gaarden grens en de Singelgracht viel juridisch onder de stad Amsterdam. De regenten van het Amsterdamse Burgerweeshuis bezaten hier de meeste stukken grond, inclusief de gebieden die van o.a. het Kartuizer klooster waren overgenomen (vanaf 1578).
De noordzijde van de Heiligewegsevaart kon in de 17e eeuw in drie stukken worden verdeeld: de bebouwing aan het einde bij de overhaal ('het Eiland', zie hierboven), de bebouwing tussen het eind en de Pestbrug, en de bebouwing rondom de Pestbrug.

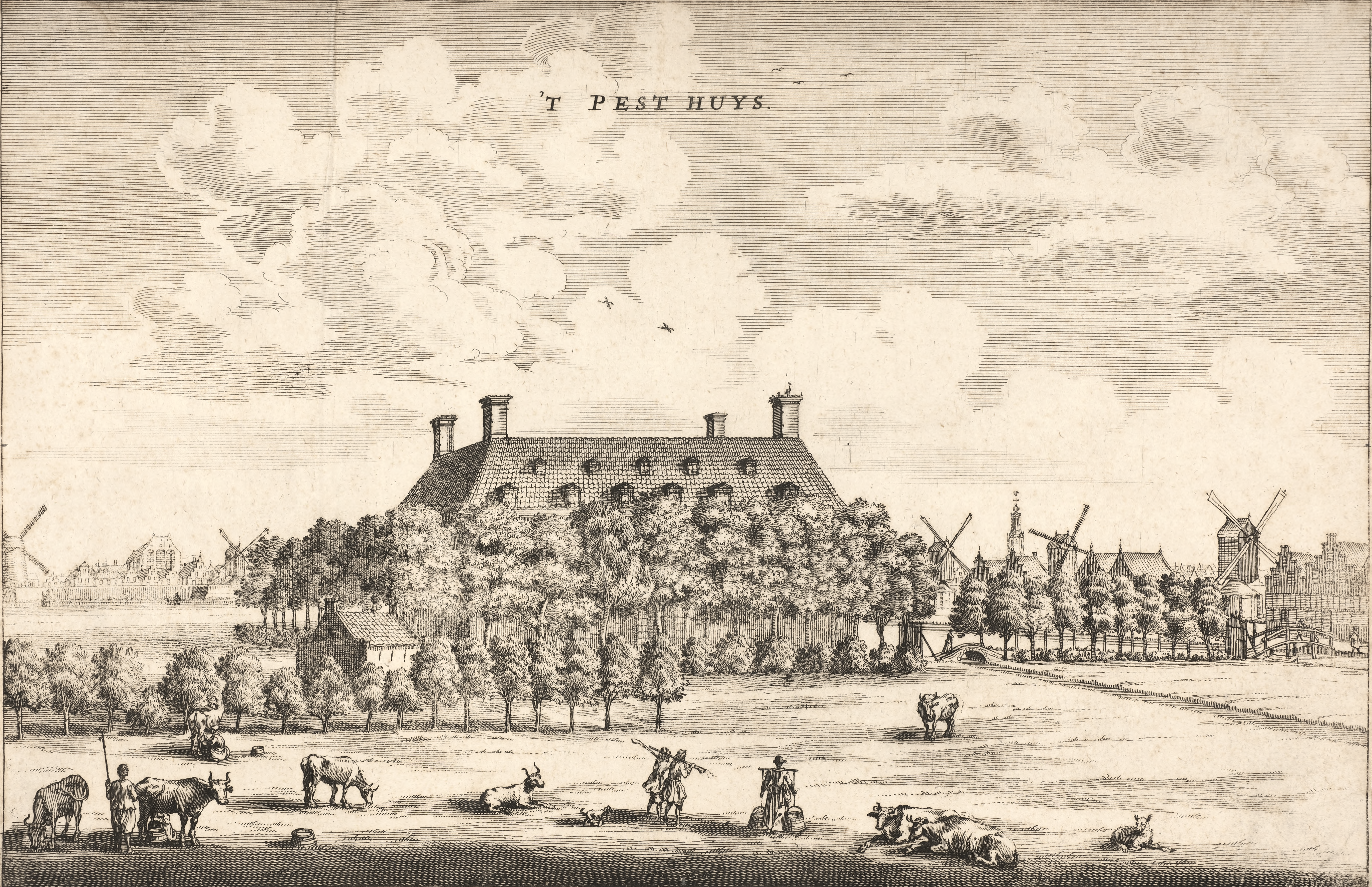
't Pesthuys (Buitengasthuis) met de hoofdingang aan de Heiligeweg (rechts); circa 1663.

Omdat het pesthuis binnen de Amsterdamse stadsmuren te klein werd besloot het stadsbestuur om een nieuw pesthuis te bouwen buiten de stadswallen. Aanvankelijk (circa 1620) was dit ten zuiden van de Heiligeweg bij de huidige Palamedesstraat, maar toen dit ook weer vol raakte door de vele pestlijders in 1630 werd een nieuw en groot pesthuis (het Buitengasthuis) gebouwd ten noorden van de Heiligewegsevaart. Vanaf de Heiligeweg liep een brug over de Heiligewegsevaart (de Pestbrug, latjesbrug of gasthuisbrug) via een laantje met bomen (de huidige Tweede Constantijn Huygensstraat) naar de hoofdingang van het pesthuis.
Het pesthuis was een vierkant gebouw dat aan alle kanten was omgeven door een gracht. Het had 340 kribben waar in tijden van epidemieën wel twee tot drie zieken in één bed lagen. Ten westen lag de begraafplaats waar wel zeven kisten op elkaar werden gestapeld voordat een kuil werd dichtgegooid. Door de grote binnenplaats liep een sloot die in verbinding stond met de Singelgracht. Via deze pestsloot (de huidige Bosboom Toussaintstraat) werden de pestlijders met bootjes vanuit Amsterdam gebracht om het besmettingsgevaar zo klein mogelijk te houden. Na 1664 waren er steeds minder grote pestuitbraken en werd het pesthuis als ziekenhuis gebruikt. Eind 17e eeuw werd het voornamelijk voor geestesziekten gebruikt. Hierdoor ontstond in Amsterdam de uitdrukking "Jij moet over de Latjesbrug" om aan te geven dat iemand geestesziek was. Het was geen plezierige plek om opgenomen te worden, er waren zelfs isoleercellen.
In 1732 werd het pesthuis vrijwel geheel verwoest door een brand en opnieuw opgebouwd. De nieuwe benaming Buitengasthuis werd toen gebruikt. Nadat het Amsterdamse dolhuis haar deuren sloot (1792) was dit het enige krankzinnigenhuis van de stad. In 1894 werd in de buurt een nieuw gasthuis gebouwd en in gebruik genomen: het Wilhelmina Gasthuis. Het Buitengasthuis was sinds 1893 niet meer in gebruik en werd uiteindelijk in 1937 gesloopt. Het WG was van 1894 tot 1981 een academisch ziekenhuis bij de Universiteit van Amsterdam, samen met het oudere en nog centraler gelegen Binnengasthuis. In 1981 werden beide ziekenhuizen samengevoegd met het AMC (in Amsterdam-Zuidoost). Na de sluiting in 1983 is het terrein gedeeltelijk gesaneerd, enkele oude gebouwen staan nog overeind en kregen nieuwe functies.

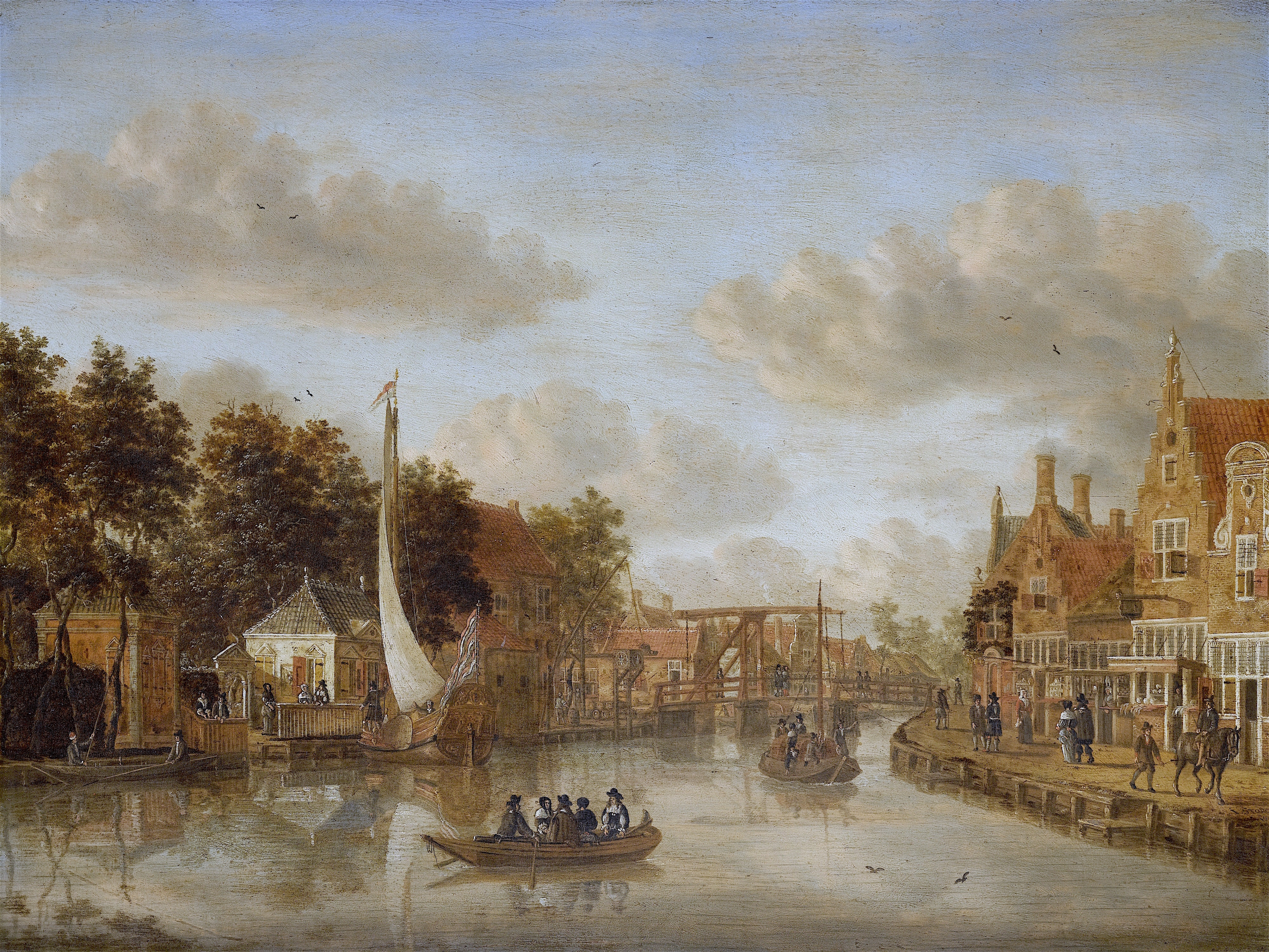
Begin van de Overtoom na de stadsuitbreiding. Circa 1660

 Tussen het Buitengasthuis en de Singelgracht stonden in de 17e eeuw drie molens en een aantal huizen. Tussen de Pesthuisbrug en de honderd gaardeniers lagen nog drie molens, dus zes in totaal in dit gebied. Tussen het eind van de Overtoom (het Eiland) en de Pestbrug lagen voornamelijk landerijen en hier een daar een huisje of een schuur. Het was voornamelijk landelijk gebied.

### Begin van de Heiligeweg (17e eeuw)

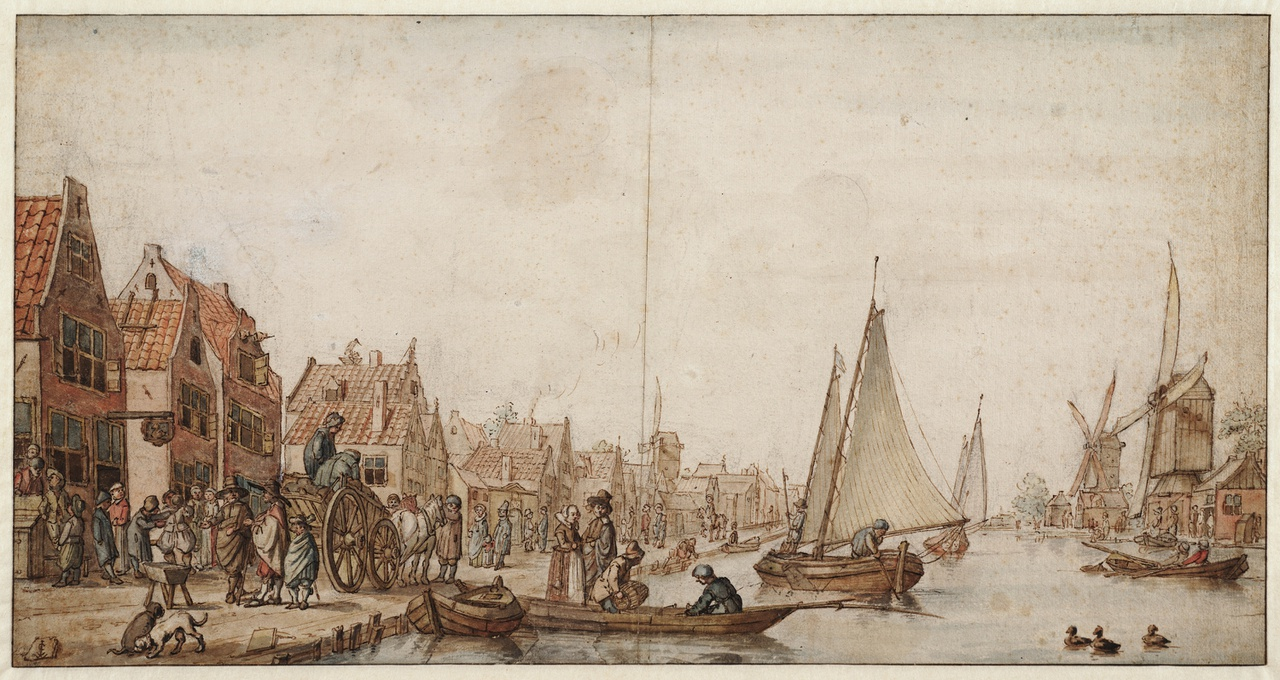
Heiligeweg stadszijde. Cornelis Claesz. van Wieringen; circa 1600.

Ook het begin van de Heiligeweg (tussen de Kalverstraat en het Singel) was vroeg in de 17e eeuw druk bebouwd met huizen, herbergen en molens, zie tekening Cornelis van Wieringen ca. 1600 en kaart Balthasar van Berckenrode, 1625. Dit gebied werd druk bezocht door bewoners, bezoekers en handelaren per schip, lopend of te paard. Door de vierde Amsterdamse stadsuitbreiding (1658) werd dit stuk van de Heiligeweg opnieuw bebouwd. Hierdoor verdwenen de Heiligewegssluis, Heiligewegspoort en de huizen. De (kruit)molens die hier stonden werden na de uitbreiding opnieuw gebouwd langs de Heilige weg buiten de Amsterdamse stadswallen.

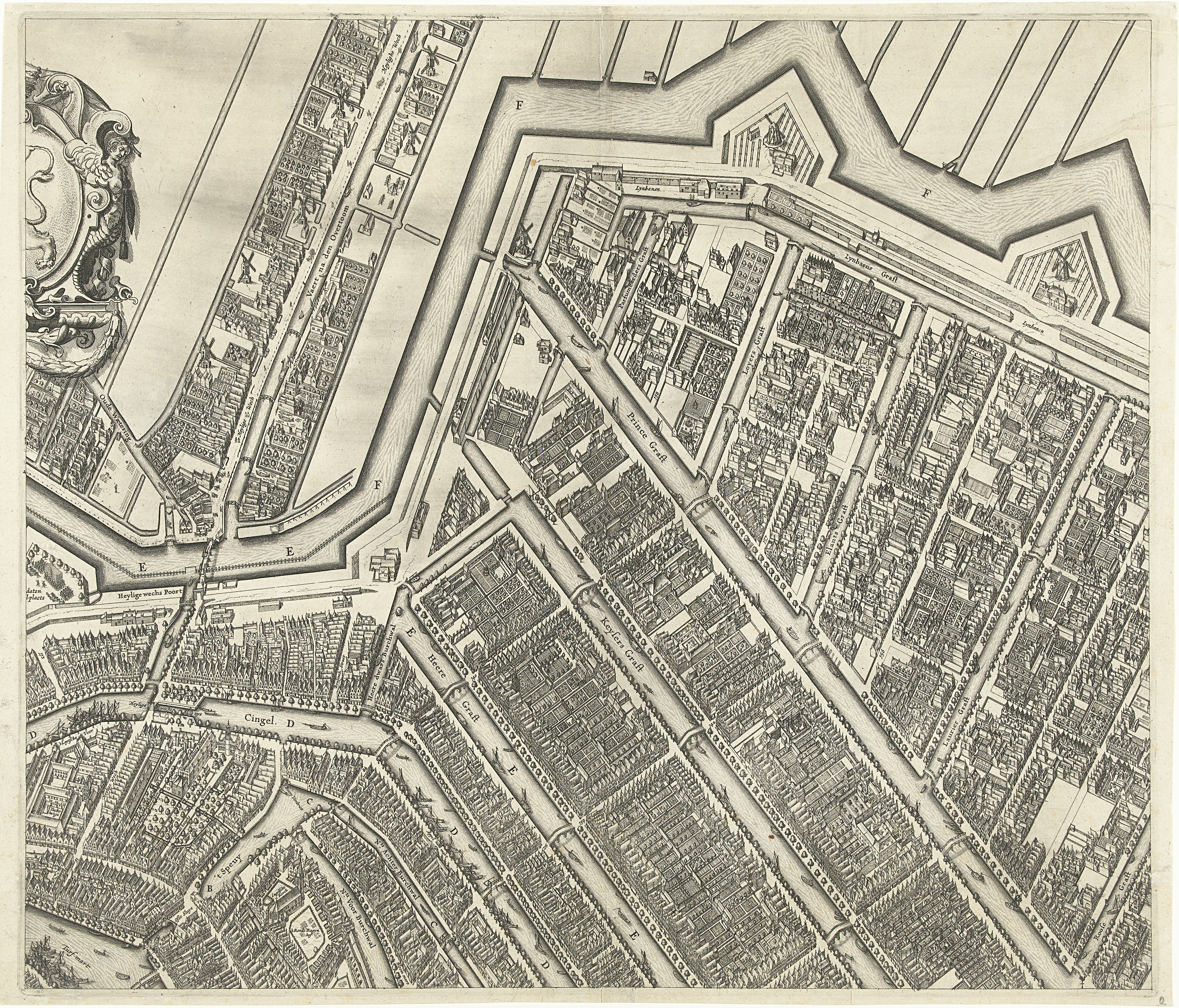
Een gedeelte Heiligeweg verdween bij de vierde stadsvergroting (1658). Kaart: Balthasar Florisz. van Berckenrode; 1625.

De eerste kruitmolens stonden al vóór 1571 langs de Heiligeweg buiten de stadsmuren vanwege het ontploffingsgevaar. Het kruit was bedoeld voor de verdediging van de stad en voor de schepen die uitvoeren van het IJ. Eind 17e en begin 18e eeuw vervoerden de vier kruitmolens ('t Oorlogsschip, de Kieft, de Rob en Sollenberg) dagelijks honderden ponden kruit over de Overtoomseweg en was het verboden om meer dan 15.000 pond kruit in één lading per boot via de Amstel te vervoeren naar de schepen op het IJ. Kruitproductie was een belangrijke 'industrie' op de Overtoomseweg.

### Overtoomse buitenhuizen en lusttuinen (18e eeuw)

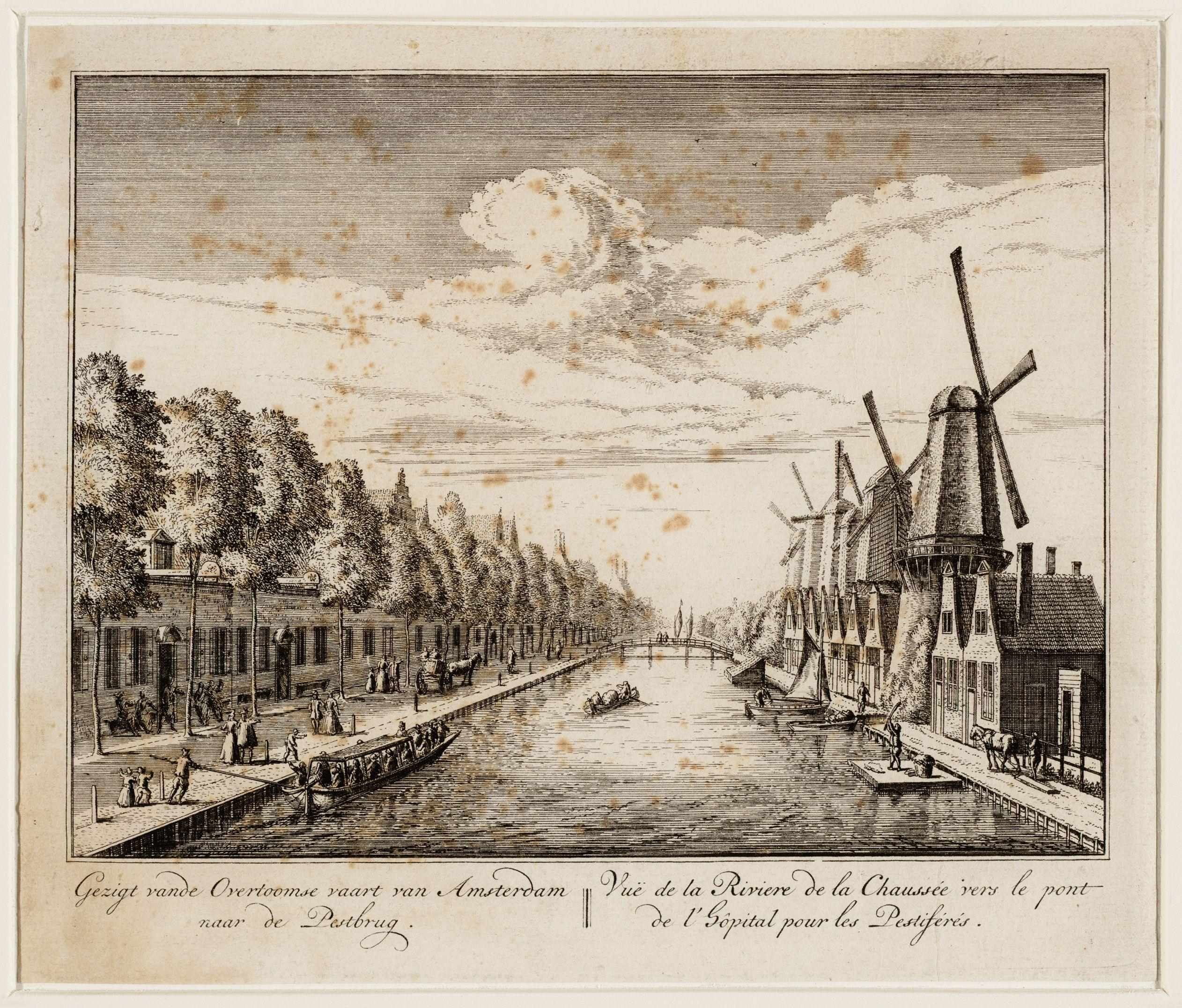
De Overtoomsevaart richting de Pestbrug. Ets door Abraham Rademaker; 1730.

Vrijwel de gehele zuidzijde van de Overtoomseweg was vanaf 1700 bebouwd met buitenplaatsen (buitenhuizen), herbergen, lusttuinen en bedrijven, vaak van rijke Amsterdamse kooplieden en fabrikanten. Dit is goed te zien op de kaart van Daniël Stopendaal (circa 1700). De Overtoomseweg werd hierdoor een aanzienlijke voorstad van Amsterdam. Er werd steeds vaker van de Overtoomseweg en -vaart gesproken, maar op kaarten werd meestal nog Heiligeweg en -vaart geschreven.

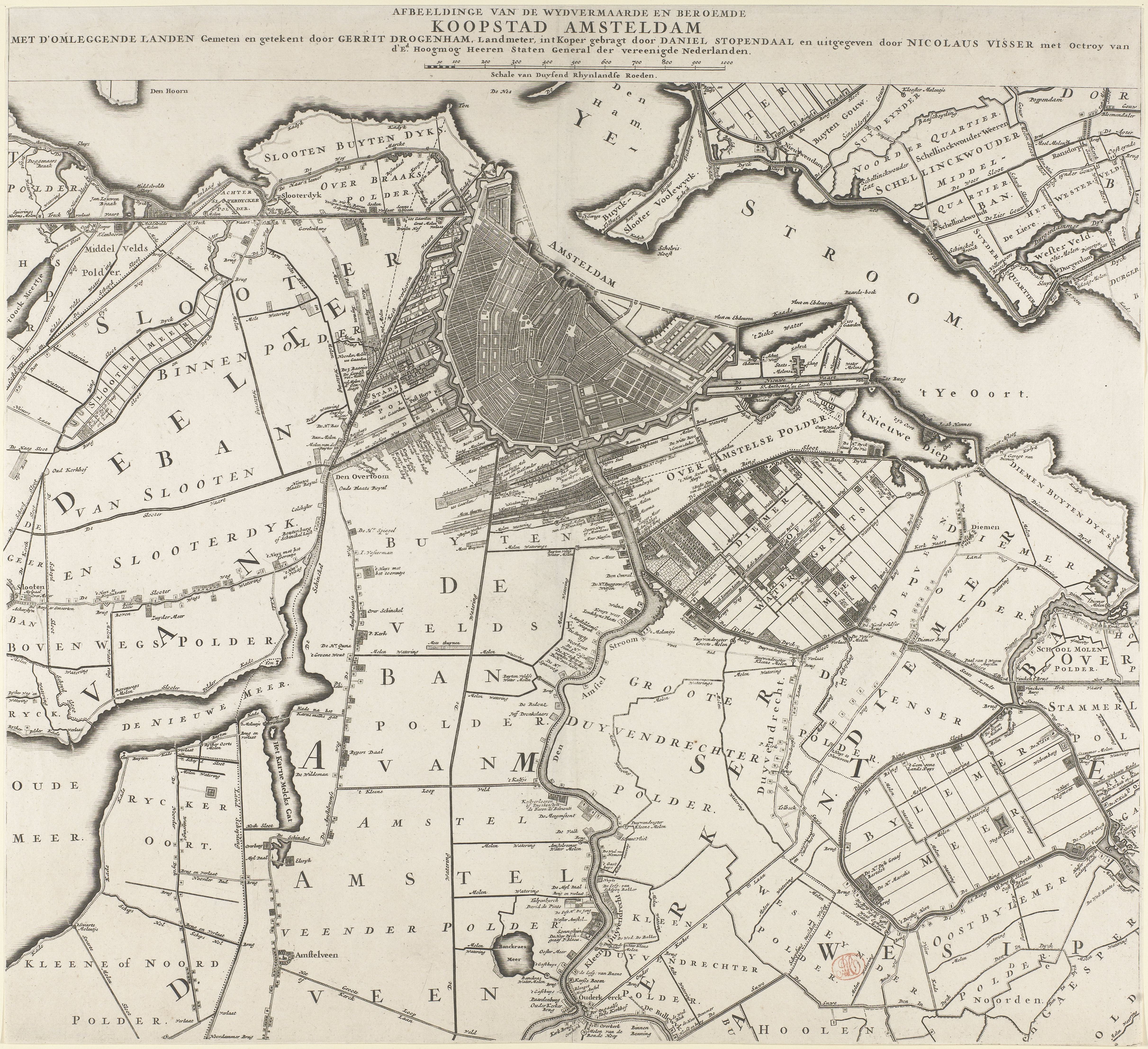
Amsterdam. De Overtoomseweg (zuidzijde) is geheel bebouwd met o.a. buitenhuizen. Kaart: Daniël Stopendaal; circa 1700.

Veel buitenhuizen hadden een dubbelfunctie: als verblijfplaats van de eigenaar (met familie) in het weekend en de zomer, en een deel van het huis (of tweede huis ernaast) als kantoor en opslag. De buitenplaatsen (zoals Maasstroom, Overtooms Welvaren, Winterdorp, Saxenburg en Blijdenhof) hadden vaak een prachtige siertuin met een theekoepel, beeldhouwwerken, fonteinen, volières, zitbanken, een kolfbaan, groen- of bloemenkassen en paardestallen. Deze buitenplaatsen werden in de 18e eeuw vaak vernieuwd, maar in de 19e eeuw zijn ze helaas (vrijwel) allemaal afgebroken.

### Van kruit- naar katoenindustrie (18e eeuw)

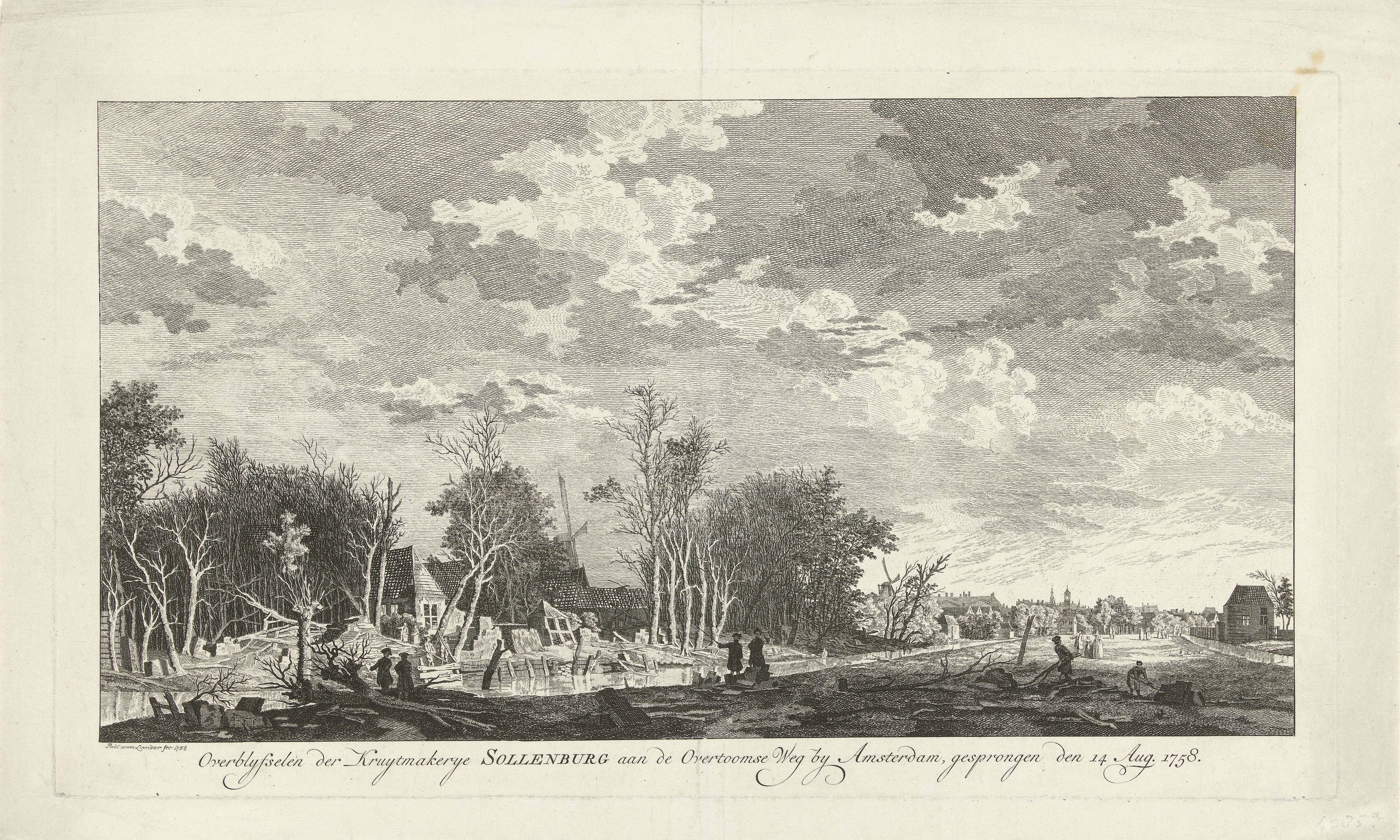
Ruïne van de kruitfabriek Sollenburg; 1758.

De kruitindustrie was sinds de 16e eeuw belangrijk langs de Overtoomseweg. De laatste vier kruitmolens werden in de 18e eeuw door brand verwoest ('t Oorlogsschip in 1709), als kruitmolen gestaakt (de Kieft), afgebroken (Fort d'Eendragt in 1739) of de molen ontplofte (Sollenburg in 1758). Daarmee verdwenen alle kruitmolens van de Overtoomseweg en ontstond ruimte voor nieuwe industrie: de katoendrukkerijen. In de 18e eeuw waren ruimschoots 100 katoendrukkerijen in Amsterdam en tientallen langs de Overtoom en de Schinkel. Vaak was dit een combinatie van een buitenhuis met een katoendrukkerij-loods of gebouw en landerijen. Zo had het buitenhuis de Maasstroom bijvoorbeeld tussen 1690 en 1775 een blauwkatoendrukkerij met afkokerij en pakhuis in bedrijf. Vaak hadden de rijkere eigenaren van de prachtige buitenhuizen ook aan overkant (noordzijde) van de Overtoomsevaart een stuk land met bleekvelden, loodsen, industrie of huizen.

### Chique flaneerboulevard (18e eeuw)

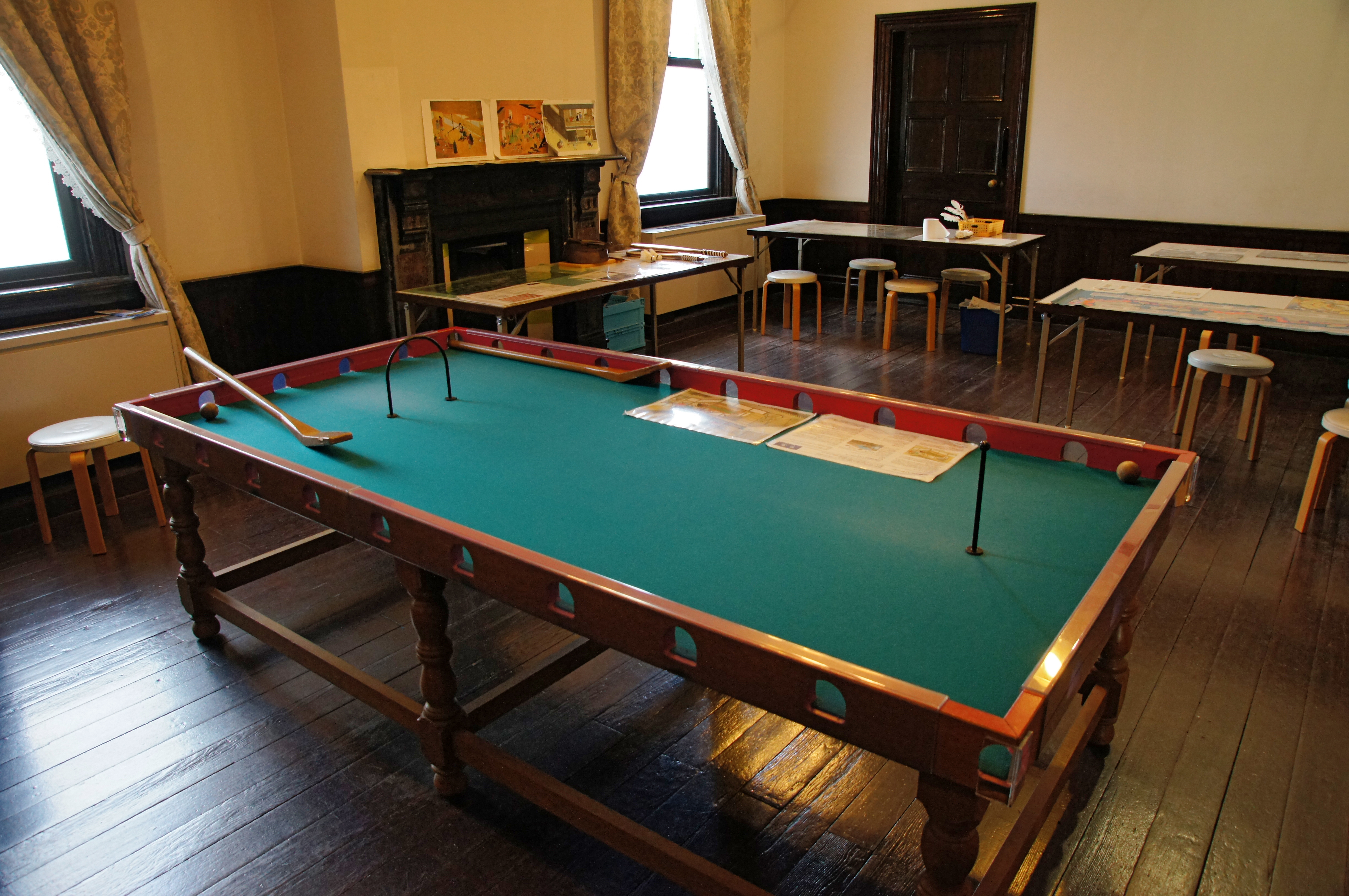
Een Troktafel (soort biljartspel).

Met het stijgen van de rijkdom werd de inmiddels geheel bestrate Overtoomseweg steeds meer een 'chique flaneerboulevard'. De Amsterdamse elite, burgers en buitenlui bezochten de herbergen, lusttuinen, brouwerijen en theater dan ook voor haar plezier en vermaak. Een krantenadvertentie uit 1747 schreef:
"Op de Overtoomseweg, even voorby de Jurisdictiepael, in [herberg] Nieuw Roozendael, zynde een zeer plaizierige plaats met een vermakelyke tuin, leggende aen wederzyden een Warmoesier Tuyn [groentetuin], zyn uitzicht hebbende op de Landeryen, voorzien met een Kolfbaen [golfbaan] en Troktafel [biljarttafel], verkoopt men roode en witte Wyn de Fles 6 en 8 stuyvers [stuivers] Bottelbier, Mol [witbier], Koffy en Theewater; alles voor heel civiele prys"

### Van aardewerkfabriek naar Franse schouwburg (18e eeuw)

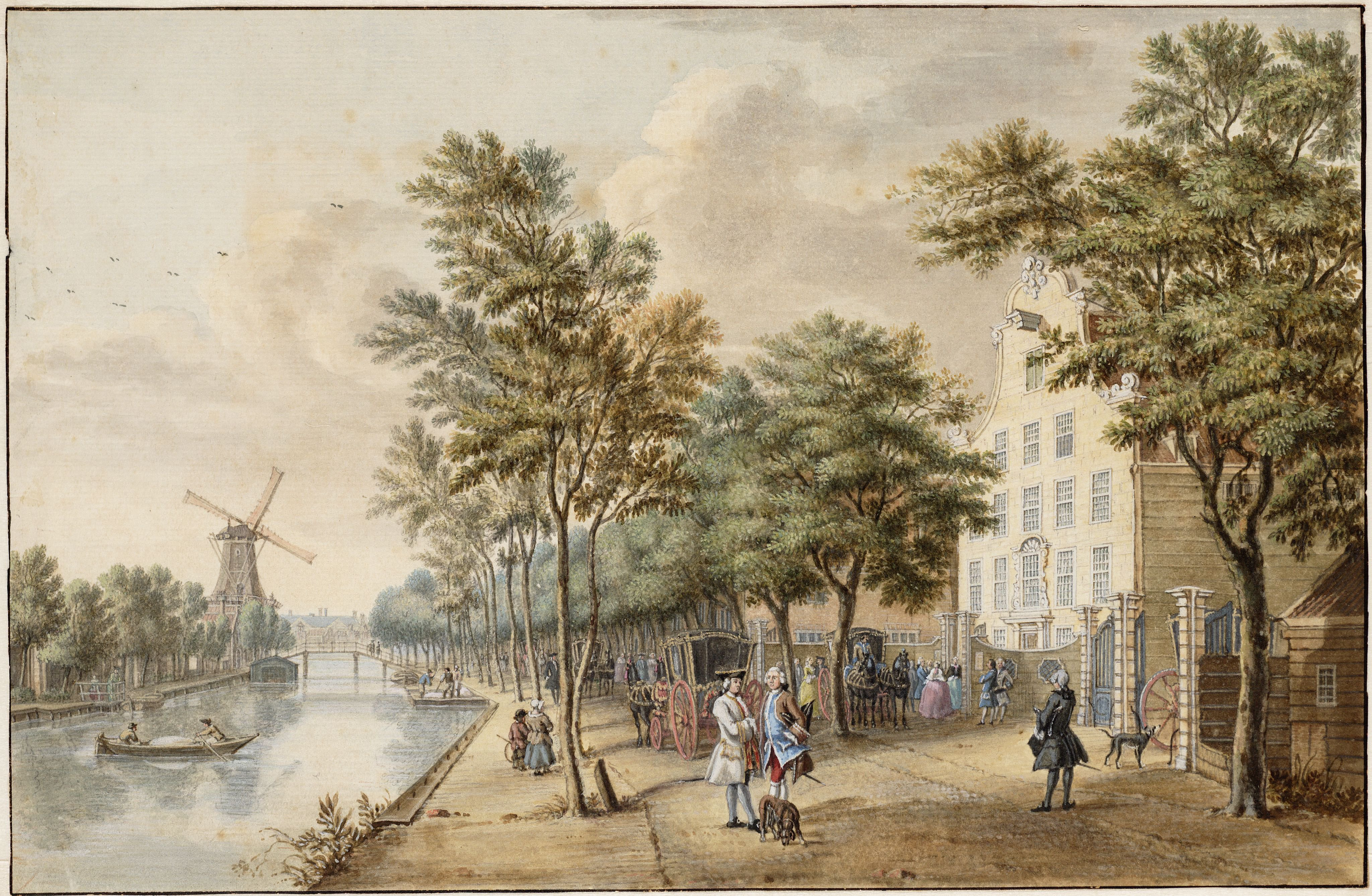
De Franse Schouwburg, Overtoom 295 (1753).

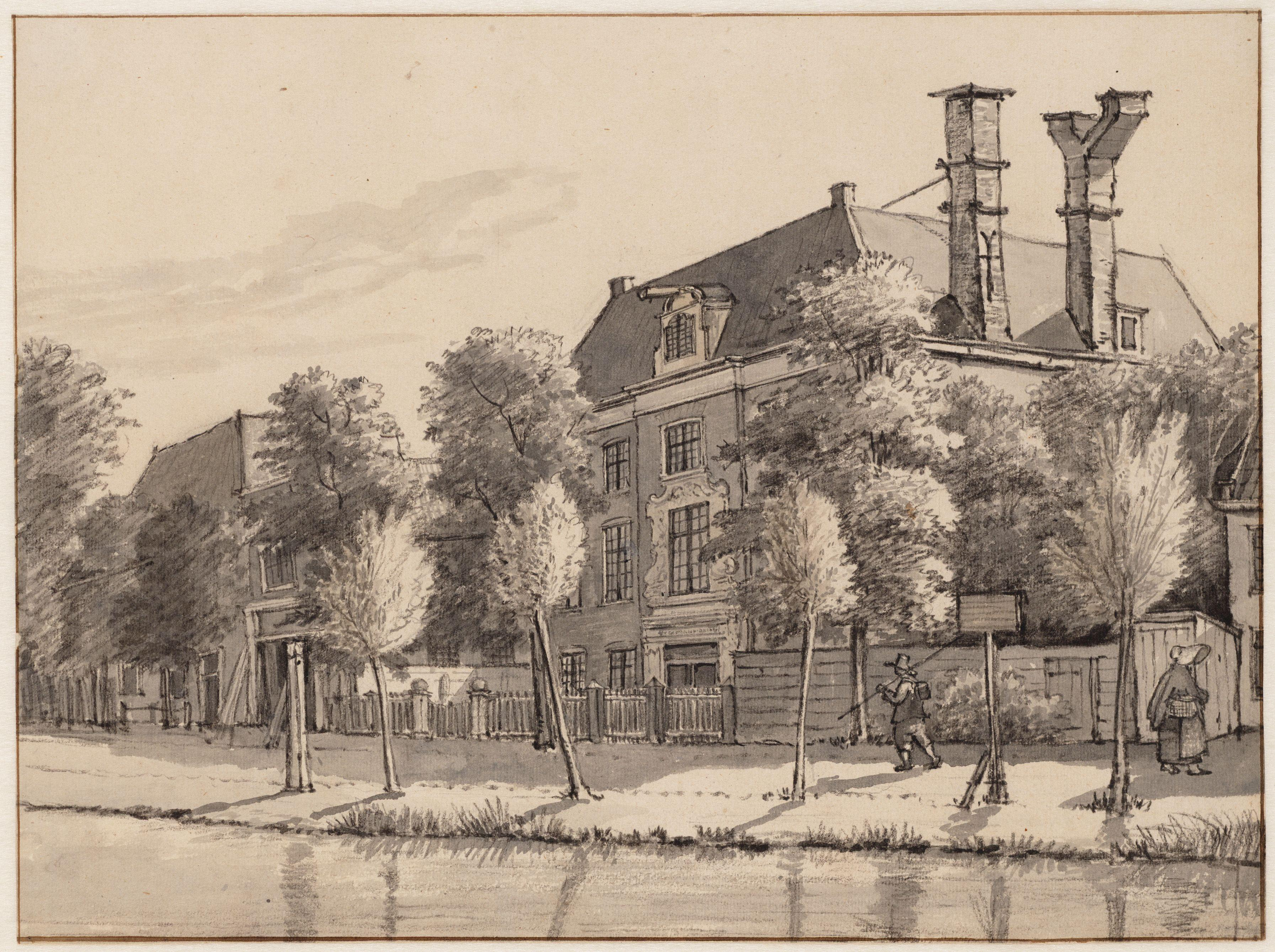
Buitenhuis De Eendracht. Overtoom 295 (1816)

Langs de Overtoomseweg was plaats voor activiteiten die binnen de Amsterdamse stadsmuren en jurisdictie niet pasten: theaters (om het Schouwburgmonopolie te omzeilen), herbergen en bierbrouwerijen (om de bieraccijns te ontlopen), maar ook gevaarlijke of zelfs vervuilende industrie (kruitmolens, katoendrukkerijen, azijn- of zwavelzuurfabrieken). Op het terrein van de voormalige aardewerkfabriek Blankenburg, werd in 1752 een Franse Schouwburg geëxploiteerd, ook wel Theater Blankenburg genaamd. Deze werd zo populair dat Amsterdam een verordening uitgaf om de vele koetsen bij het uitgaan van een voorstelling in goede banen te leiden. Na twee jaar brandde de houten schouwburg geheel af, maar het Franse toneelgezelschap zette haar voorstellingen van Molière en de komische opera's voort tot circa 1781 in een tent op het naastgelegen terrein. Daarna werd in 1786 de Kleine Komedie als nieuw Frans Theater aan de Amstel gebouwd en gebruikt.

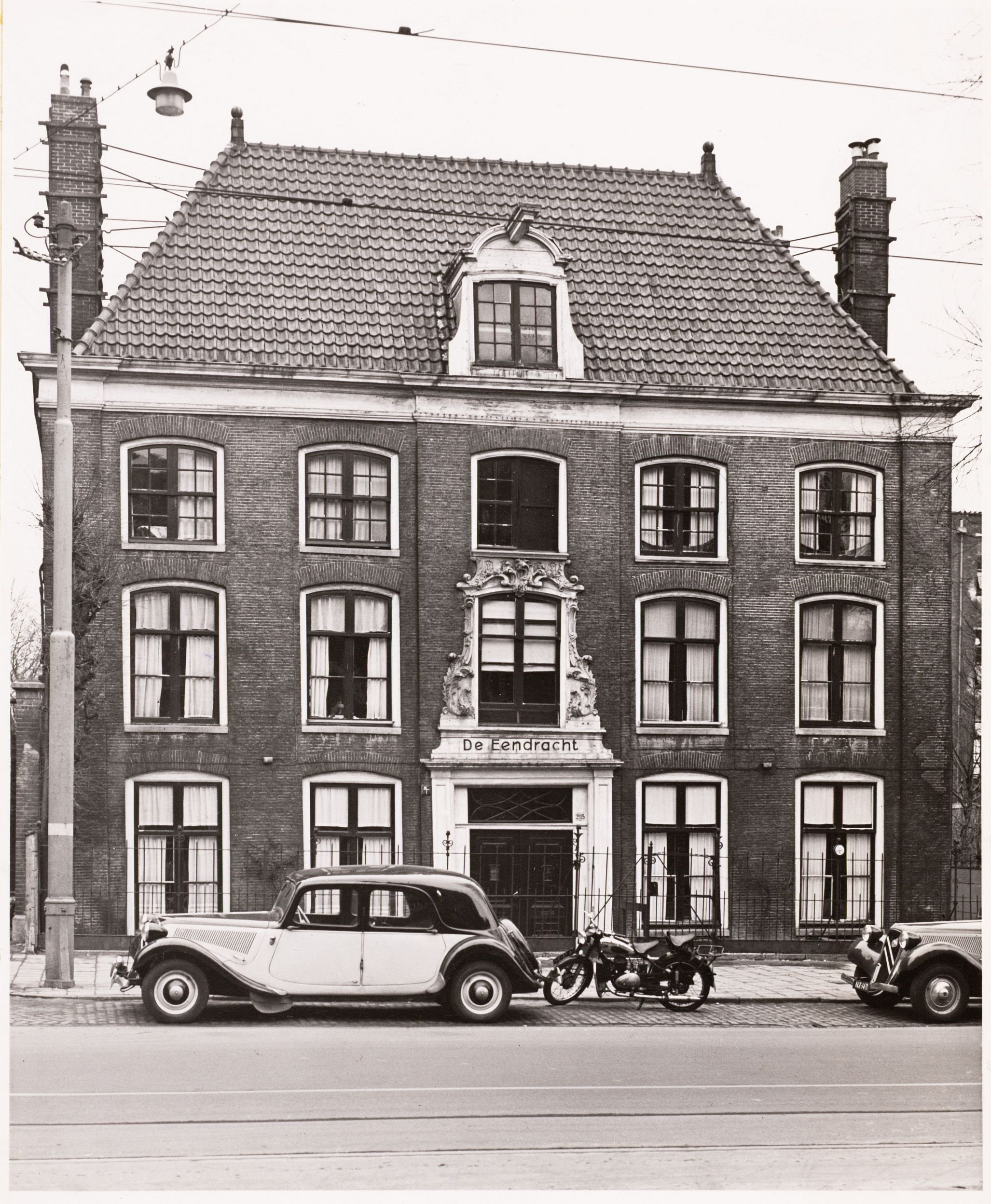
Bejaardenhuis De Eendracht, Overtoom 295 (ca. 1940)

Nadat de Franse schouwburg was afgebrand werd hier rond 1776 een prachtig buitenhuis neergezet: Fort (of buitenhuis) d'Eendragt. Het werd vanaf 1791 als tehuis voor arme bejaarden gebruikt met de naam De Eendracht. De bewoners kregen hier gratis boter, koffie, thee, vlees, aardappelen en ander voedsel, maar moesten godsdienstlessen volgen en hun kamer netjes houden anders konden ze vertrekken. Het is tot 1969 in gebruik gebleven als bejaardenhuis en gesticht, toen het gebouw in verval was geraakt en plaats moest maken voor nieuwbouw. Naast de plek waar de Eendracht stond (Overtoom 295) is in 1970 het "Eendracht-Anslo" hofje gebouwd, en is het huisnummer 295 meeverhuisd. Het is een nieuwbouw flat waarin aanvankelijk gepensioneerde verpleegkundigen van het diaconessenhuis (thans revalidatiecentrum) de eerste bewoonsters waren.

### Katoendrukkunst (18e eeuw)

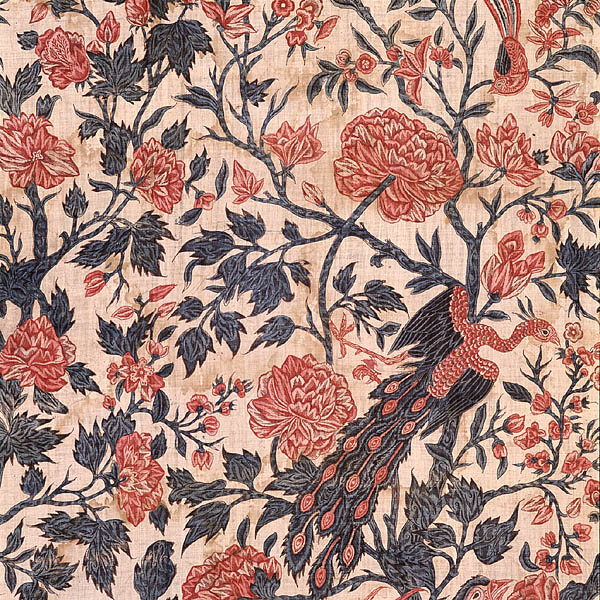
Sitsen (Palempore calico), India; circa 1750

De VOC bracht in de 17e eeuw bont bedrukte kleurige katoen mee uit India. In de Nederlanden werden deze sitsen genoemd. De sitsen werden in de 18e eeuw zó populair in Europa voor kleding (rokken, jassen) en interieur (gordijnen, spreien) dat de vraag veel groter werd dan het aanbod. Bovendien werd nieuwe import van sits door de Engelsen en Fransen wettelijk verboden om de eigen wol en katoenindustrie te beschermen. Dus bekwaamden de Hollanders zich in de eeuwenoude Indiase katoendruktechniek en wisten ze in Europa een machtspositie op te bouwen met in Holland bedrukte VOC katoenen sitsen. Amsterdam was de belangrijkste producent van sitsen met tientallen katoendrukkerijen voornamelijk langs de Overtoom en de Schinkel.

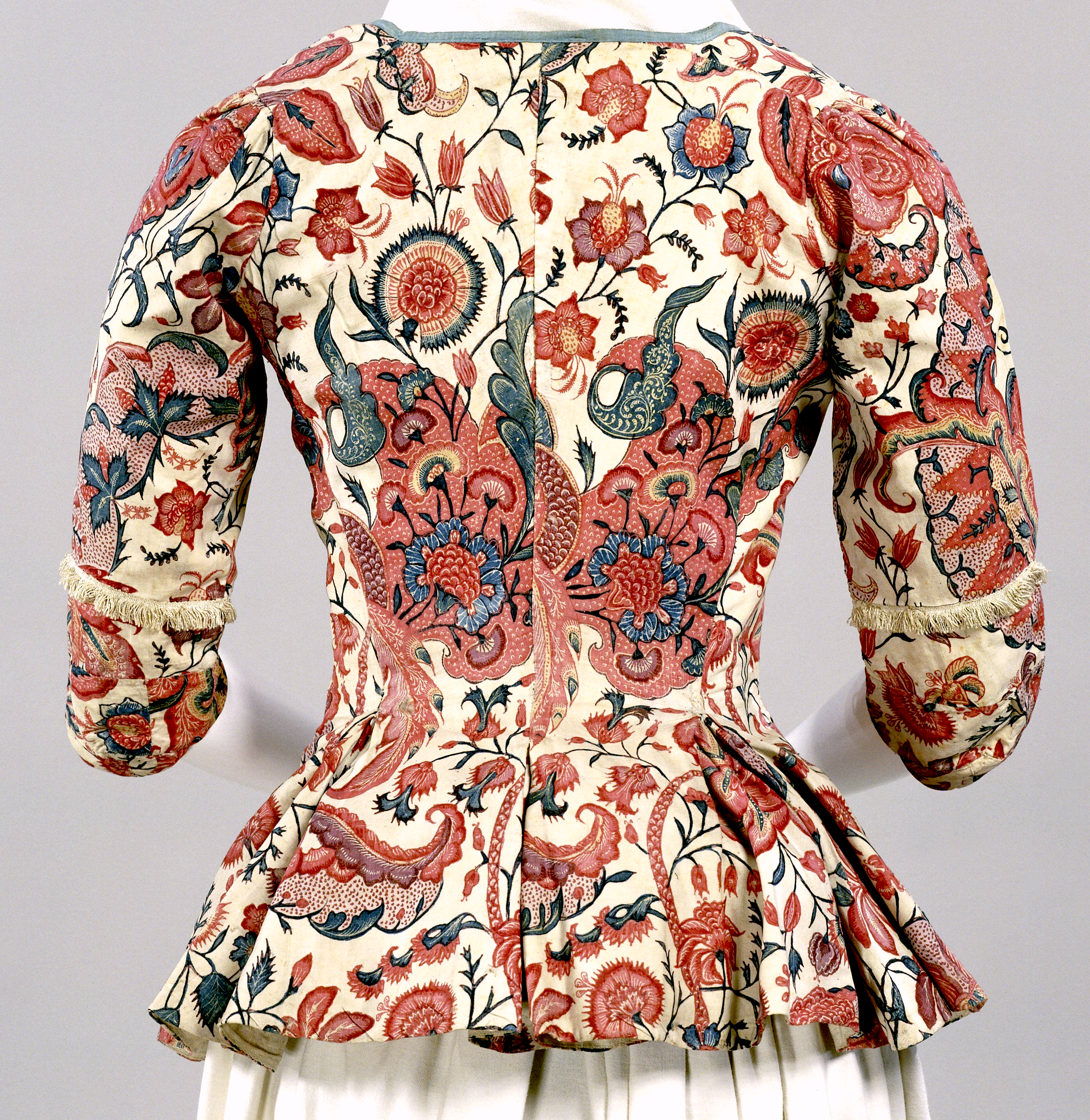
Sitsen jakje met bloemmotieven; circa 1750.

Voor sitsen katoenbedrukking werden blanco balen VOC-katoen aangevoerd, 40 uur in de week gezet in kuipen met heet water en schoon gewassen in de Overtoomsevaart of Schinkel. Daarna in een heet verdund zwavelzuurbad in een loden ketel ontvet en nogmaals gewassen in de vaart en gedroogd in een droogschuur. Daarna werden de kleuren op de stof aangebracht met ijzerbeitsen (zouten), gevolgd door een verfbad van meekrap (of kraplak) voor de rode tinten. Vervolgens weer schoon gewassen en daarna werden de blauwe tinten aangebracht door de stof met patronen te bedrukken en deze door een indigo verfbad te halen. Ten slotte weer schoongewassen, gedroogd en gebleekt (vaak op de bleekvelden ten noorden van de Overtoomsevaart) en met de hand ingekleurd of bijgewerkt. Ten slotte weer gewassen en gedroogd en in een glansloods gekalanderd en geglansd. Daarna was de sitsen stof gereed om te exporteren of te verkopen in een manufacturenwinkel.

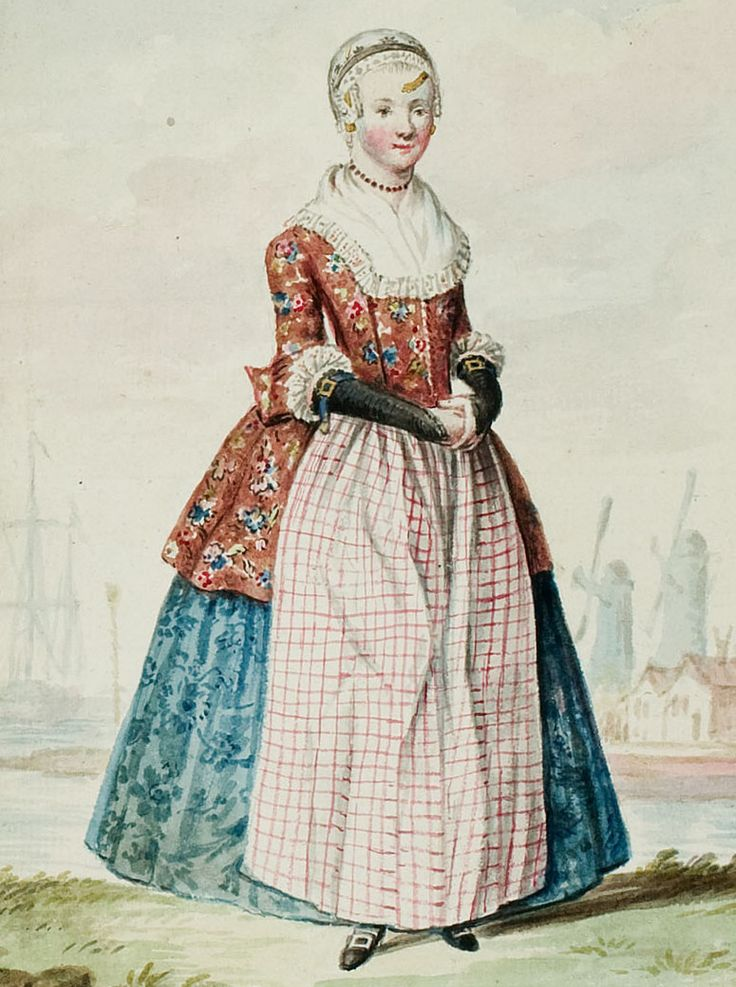
Hollands kostuum met sitsen jakje; circa 1770.

Deze voor Europa nieuwe techniek met ijzerbeitsen en houten drukblokken werd 'de Indische katoendrukmethode' genoemd. Amsterdam was hiervoor zeer geschikt vanwege de eeuwenlange kennis van druktechnieken, de aanvoer en handel in VOC-katoen, de vaak exotische verfstoffen die door het rasphuis aan de Heiligeweg werden geleverd, het ruimschoots aanwezige water (om te drukken en te spoelen) en de weidevelden (om te drogen en te bleken). Hierdoor stonden er langs de Overtoom en de Schinkel tientallen katoendrukkerijen en daaraan gelieerde bedrijven (verfmakers, glanzerijen, kalanderijen, drogerijen, etc.).
De katoendruk industrie verschafte werk aan veel arbeiders, handelaren en bedrijven. Het was bijzonder arbeidsintensief en het meeste werd met de hand gedaan. De belangrijkste productietaken lagen bij de drukkers, de drukkersknechten en kleermakers. Vrouwen en kinderen schilderden dessins met de hand of werkten de gedrukte patronen bij. Jongens en meisjes zorgden voor het strijken, schilderen en spelden. Katoenarbeiders hadden vaak bijzonder slechte arbeidsomstandigheden en werkten lange dagen tegen lage lonen. Mei 1744 verenigden ze zich en werd er gestaakt voor een hoger loon. Sommige bedrijven gingen hier op in maar sommige ook niet. Rond 1774 gingen Engeland en Frankrijk zelf sitsen maken, met nieuwe technieken, en liep de ouderwetse productie langs de Overtoom fors terug.
Een van de grotere katoendrukkerijen was Overtooms Welvaren. Hiervan is een prachtig stalenboek bewaard gebleven met de vele stoffen en motieven die ze drukten. Het lag aan de Overtoomseweg ter hoogte van de huidige Reyer Anslostraat. Het werd in 1731 opgericht en had in 1816 zelfs nog 79 personeelsleden, als een van de laatste vier katoendrukkerijen aan de Overtoom. Door de Franse overheersing (1795-1813) mochten er geen katoendrukken meer verkocht worden en werd Overtooms Welvaren in 1820 opgeheven.

### Overtoom (19e eeuw)
Na de Bataafse Revolutie (1795) vervielen de Haarlemse tolrechten op dit gebied en werd de overtoom door een schutsluis vervangen: de Overtoomse Sluis (1809). Hiermee was een rechtstreekse vaarverbinding tussen de Schinkel enerzijds en de Kostverlorenvaart en de Overtoomse Vaart anderzijds mogelijk geworden. Op de Slotense oever lag ook de Overtoomse Buurt, waarvan het Aalsmeerder Veerhuis een overblijfsel is. De naam Overtoomse Veld is hiervan weer afgeleid. Aan de andere oever van de Schinkel lag op het grondgebied van Nieuwer-Amstel aan het begin van de Amstelveenseweg de Dubbele Buurt.
Met de Gemeentewet van 1851 werd de oude 100-gaardengrens ongeveer de gemeentegrens. Vanaf dat moment had Amsterdam veel meer zeggenschap over haar deel van dit gebied. Met de annexatie van 1896 kwam de gehele Stads- en Godshuispolder binnen de gemeente Amsterdam te liggen. In datzelfde jaar bouwde de Utrechtse rijwielmaker Simplex zijn nieuwe fabriek aan de Overtoomse Vaart.

### Demping Overtoomsevaart (1903)
De noordzijde van Heiligeweg tussen de Leidsepoort en de Amstelveenseweg kreeg vanaf 1901 de officiële naam Overtoom, terwijl de zuidzijde sinds 1875 Vondelkade heette. Een groot deel lag tot de annexatie van 1896 in de gemeente Nieuwer-Amstel. De vaart werd, na de aanleg van het parallel liggende Jacob van Lennepkanaal, in 1903 gedempt, waardoor een brede uitvalsweg ontstond van het Leidseplein naar de Amstelveenseweg.

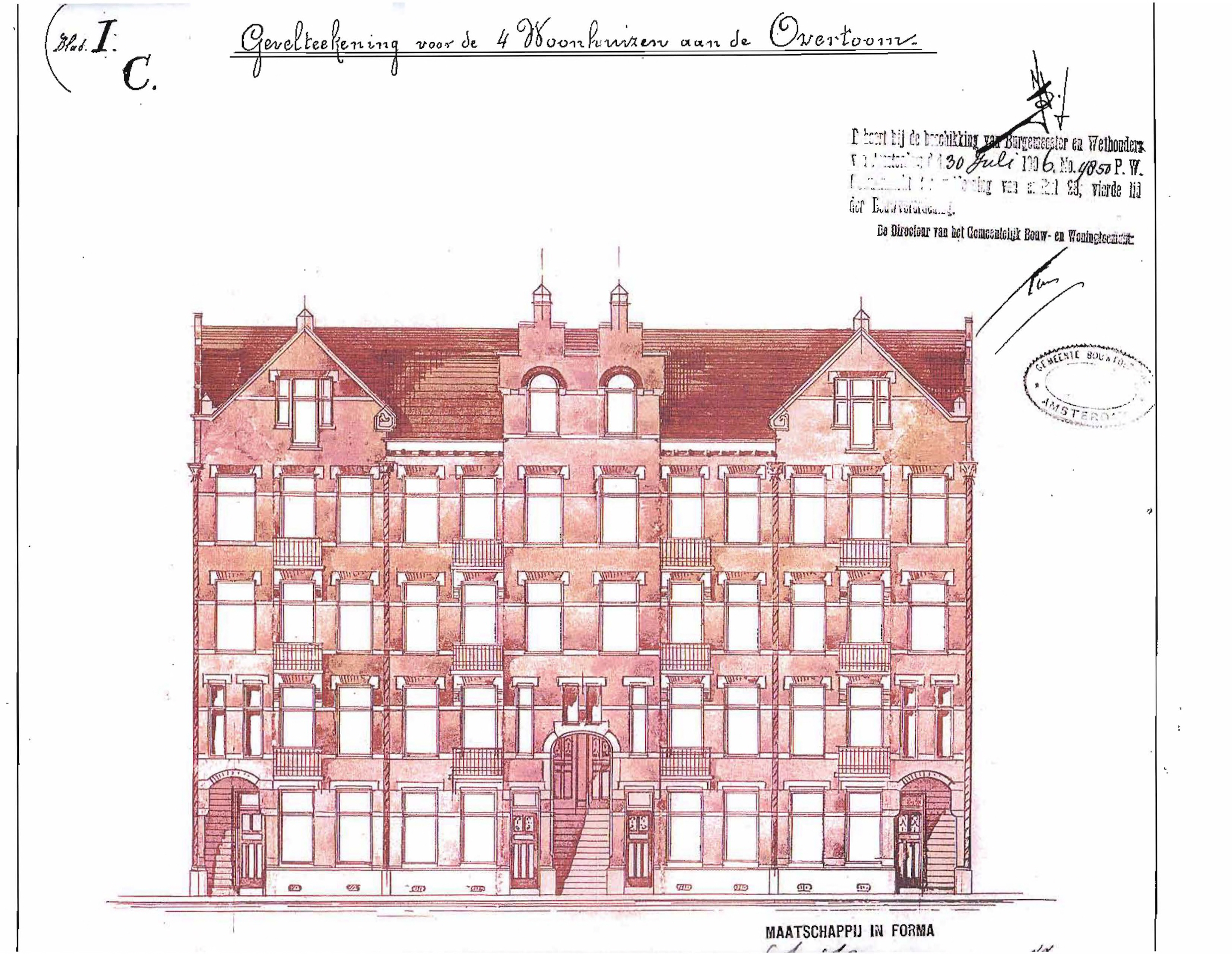
Geveltekening voor 4 Woonhuizen aan de Overtoom 444 t/m 450 te Amsterdam (1906).

Eind tussen 1880 en 1920 is een groot gedeelte van Amsterdam Oud-West bebouwd met wat genoemd wordt de 19e-eeuwse bouwblokken. Gemetselde huizenblokken van drie en soms vier verdiepingen plus zolder werden in korte tijd gerealiseerd aan de Overtoom.

### Schinkelsluis (1942)
Bij de verbreding van de Schinkel en de Amstelveenseweg in de jaren twintig en dertig is de Dubbele Buurt gesloopt. De Overtoomse Buurt verdween grotendeels voor de aanleg van het Surinameplein in de jaren twintig. De Overtoomse Sluis werd op 1 juli 1942 vervangen door de Schinkelsluis bij de Nieuwe Meer, waarna het water langs de Sloterkade verbreed kon worden. Sindsdien gaan Kostverlorenvaart en Schinkel gewoon in elkaar over ter hoogte van de brug naar het Surinameplein, die nog steeds Overtoomse Sluis heet.

## Trams

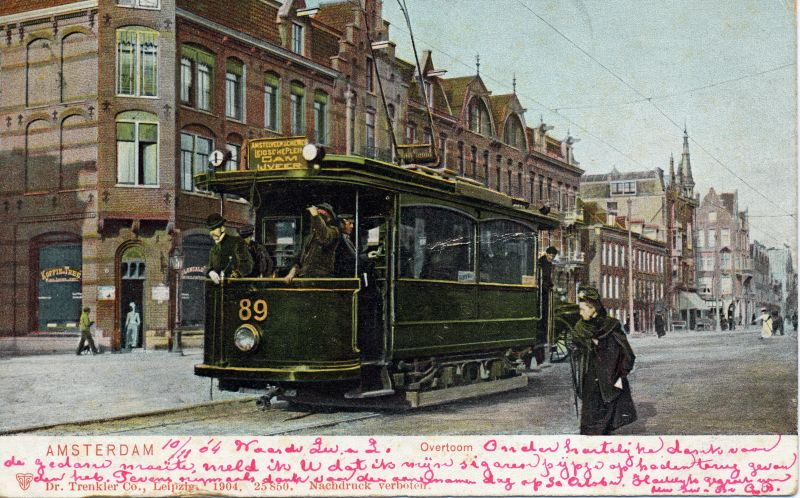
Tramlijn 1 met motorwagen 89 in de begindagen op de pas gedempte Overtoom (1904).

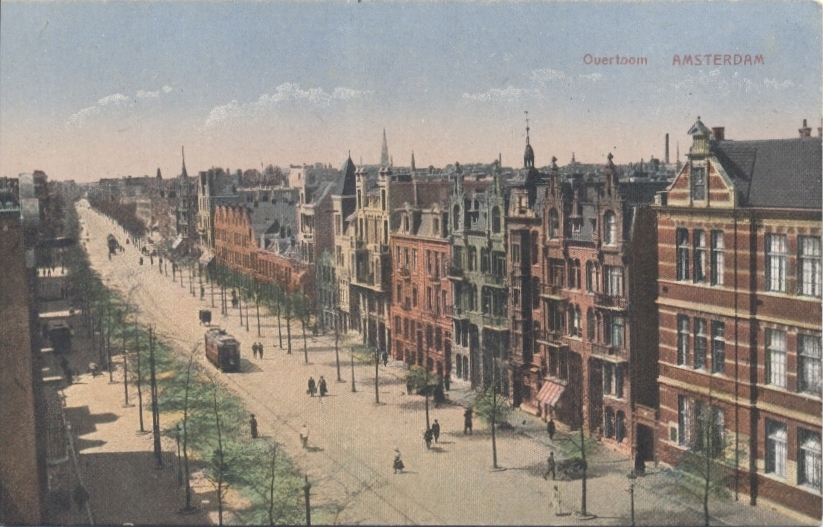
De Overtoom gezien vanaf de Stadhouderskade; circa 1910.

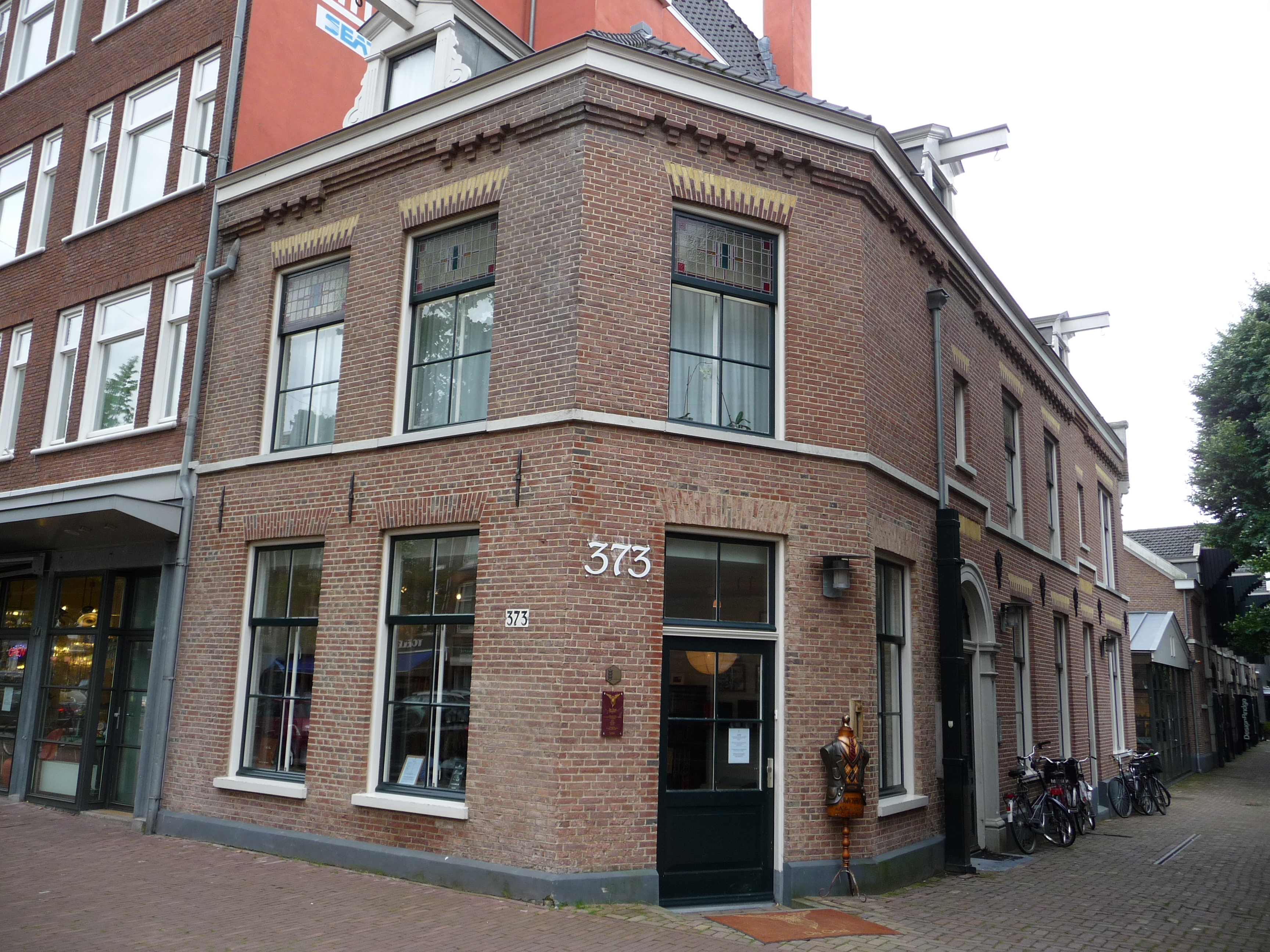
Entree tot de vroegere paardetramremise en -stallen op nr. 373 (2010).

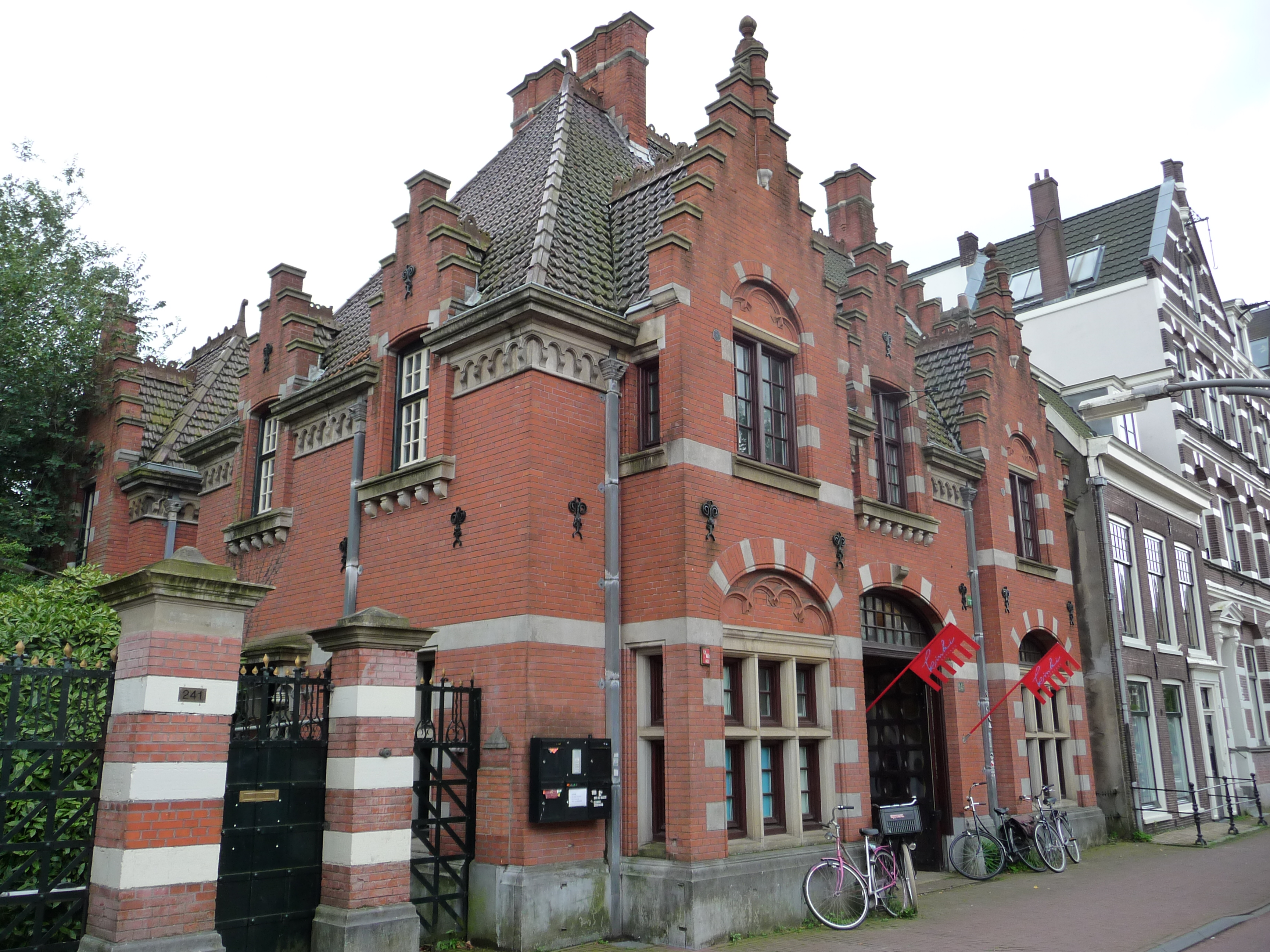
Koetshuis bij 'Villa Betty' op Overtoom 243.

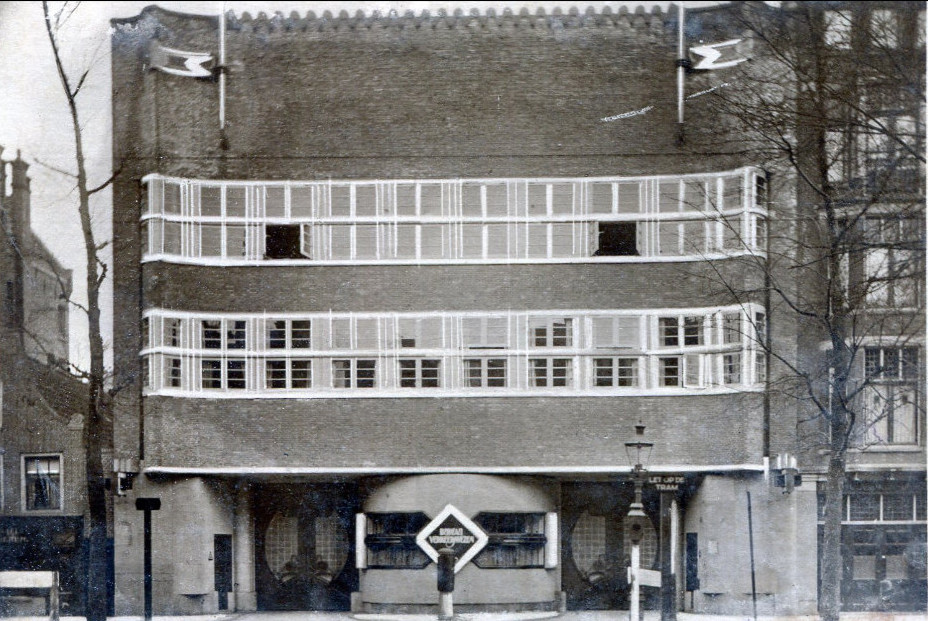
Gebouw Verkeerspolitie op Overtoom 39 Architect: Pieter Lucas Marnette; 1924.

In 1877 reed de eerste tram langs de Overtoomse Vaart, dit was de paardentramlijn Leidscheplein – Vondelkade – Overtoom - Straatweg (bij ingang Vondelpark). Halverwege bevond zich op nr. 373 een remise- en stalgebouw voor deze tram, op de plek van kruitmolen Het Oorlogsschip. In 1904 werd deze lijn geëlektrificeerd en op normaalspoor gebracht en werd het lijn 1. Het stalgedeelte van Remïse Overtoom bood na 1904 onderdak aan de bereden politie. Het bestaat nog en biedt sinds de restauratie onderdak aan bedrijven.
In 1904 verscheen ook lijn 3 op het gedeelte tussen de Stadhouderskade en Eerste Constantijn Huygensstraat.
In 1913 kwam ook lijn 17 vanaf de Jan Pieter Heijestraat via de Overtoom naar de Amstelveenseweg erbij. Vanaf 1918 reed ook tramlijn 19 (in 1922 vernummerd in lijn 6) via de Overtoom. In 1923 verdween lijn 17 hier en werd opgevolgd door lijn 23, die al in 1921 op de Overtoom was verschenen. De lijnen 6 en 23 eindigden hun diensten in 1942, resp. 1944 (Stadiondiensten tot 1958).
In 1958 werden er op de Vondelbrug tramrails aangelegd, waarna lijn 3 de rechtstreekse route naar de Van Baerlestraat kon gaan berijden en de omweg via het Leidsebosje verviel. Ook lijn 2 kwam toen (in plaats van door de P.C. Hooftstraat en Hobbemastraat) via de Overtoom en Vondelbrug te rijden en vanaf 1982 ook lijn 5. De lijnen 2 en 5 verdwenen hier weer toen de nieuwe trambaan door de Hobbemastraat en Paulus Potterstraat in 1992 in gebruik kwam.
Van 1977 tot 2006 heeft met een onderbreking van 2002-2004 lijn 6 op de Overtoom gereden. Lijn 1 berijdt al meer dan eeuw nog steeds de Overtoom over de gehele lengte. Van 1993-1996 en van 22 juli 2018 tot 17 maart 2020 reed ook lijn 11 hier.

## Markante bouwwerken

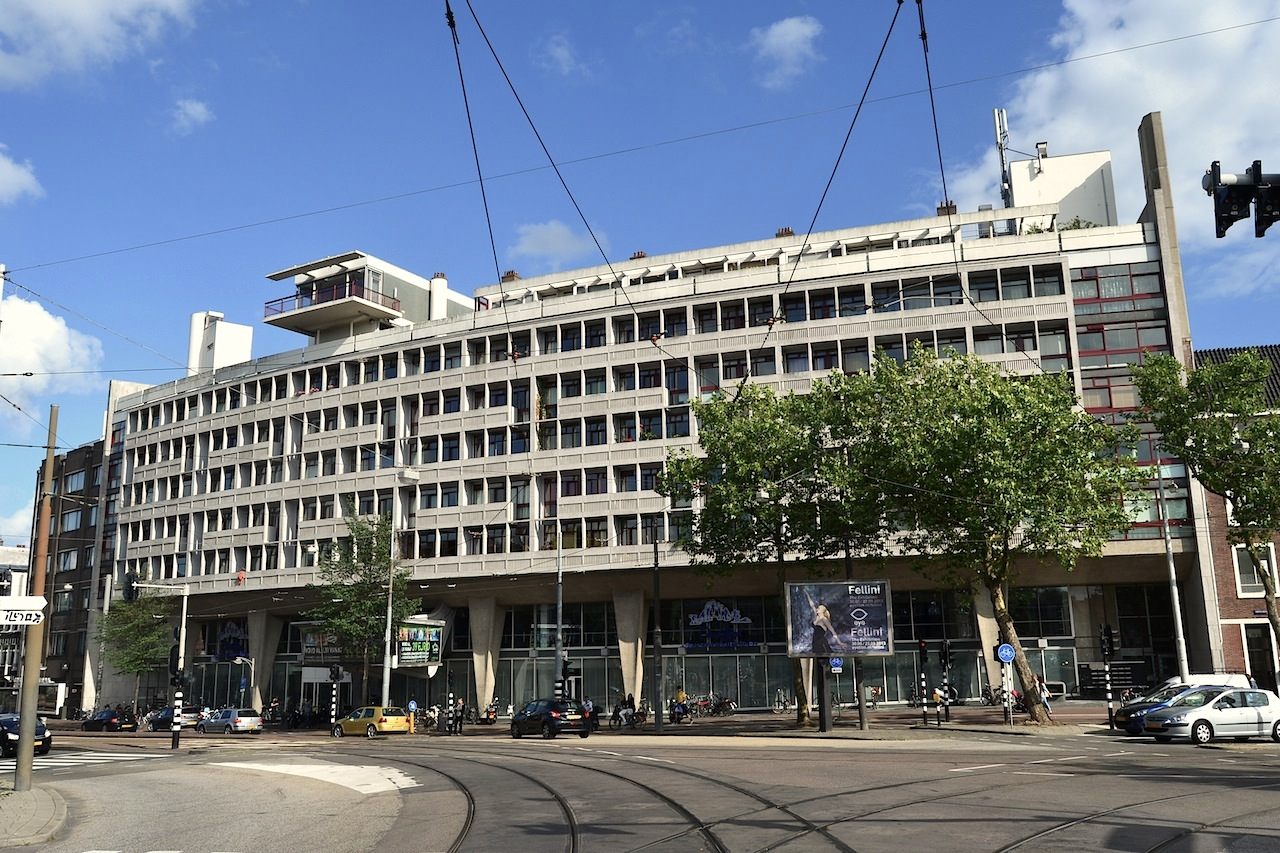
Het gebouw van Autopon aan het einde van de Overtoom, bij de Overtoomse Sluis, van architect Ben Ingwersen (1961).

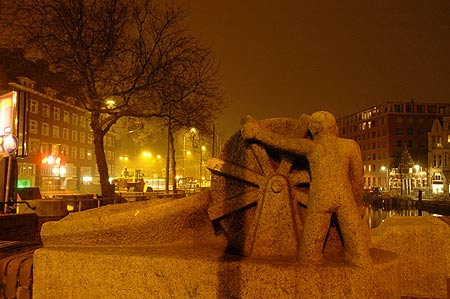
De oude overtoom komt terug in het beeldhouwwerk op de huidige brug nr. 199 bij de Amstelveenseweg (2005).

### Waterwerken en vervoer
- Heiligewegsluis
- Heiligewegspoort
- N.V. Machine-, Rijwiel- en Automobielfabriek Simplex (1896 - 1953, Overtoom 85 en 271)

### Herbergen
- De 3 Roskammen
- De Bonte Os (het Aalsmeerder Veerhuis)
- De Bracke Grond
- De Hollandse Tuin
- De Nieuwe Plaats Royaal
- De Oude Plaats Royaal
- De Pauw
- Het Hof van Holland (laatste gebouw aan de Overtoom, daarna werd het Amstelveenseweg)
- Het Amsterdamse Wapen
- Het Leidse Wapen (het Leydse veerhuis)

### Cultuur
- Olympia Paleis Bioscoop, Overtoom 135-137 (1913-1914)

### Buitenhuizen (buitenplaatsen)
- Blijdenhof
- Blankenburg (1750 ~ 1776, waarin de Franse Schouwburg in 1752, Overtoom 295)
- De Eendracht, Fort d'Eendragt (ca. 1776 - 1969, Overtoom 295)
- Huis te Vraagh
- De Kopere Fontein (Pieter de Clercq Jacobsz. eigenaar 1775-1790)
- Maas Stroom (1690 ~ 1770)
- Overtooms Welvaren
- Saxenburg
- Winterdorp

### Kruitmolens
- 't Oorlogsschip
- De Kieft
- De Rob
- Sollenberg

### Katoendrukkerijen
Overtoomseweg (zuidzijde):
- Oosthuijsen (1700-1738, bij huidige Stadhouderskade)
- 't Klaverblat (1731-1830, bij de Pestbrug; kruising huidige Tweede Constantijn Huygensstraat)
- De Maas (1683-1771, bij de Pestbrug; kruising huidige Tweede Constantijn Huygensstraat)
- De Vreede of de Grote Vreede (tot 1794-1811)
- De Kieft of de Kievit (1702-1766, meerdere gebouwen op terrein voormalige kruitmolen De Kievit, huidige Overtoom 201)
- Remmers (1713-1754, meerdere gebouwen op terrein voormalige kruitmolen De Kievit)
- Glanzerij de Kievit (1814, meerdere gebouwen op terrein voormalige kruitmolen De Kievit)
- De Ster (1786-1818, gelegen in de Slagersgang, huidige Gerard Brandtstraat)
- Glansloods Daniel Cuylman (1775, gelegen in de Slagersgang, huidige Gerard Brandtstraat)
- Wehagen (1795, gelegen in de Slagersgang, huidige Gerard Brandtstraat)
- De Maasstroom (circa 1690-1775, naast fort d'Eendragt, op terrein voormalige kruitmolen De Rob)
- Sterrenbosch of Starrenbosch, Starrenburg (1797-1814, gelegen naast d'Eendragt)
- De Drie Bramen (1705-1785, gelegen op terrein voormalige kruitmolen De Rob)
- Bramenburg
- Glanzerij Neurenburgh (1790, gelegen op terrein voormalige kruitmolen De Rob)
- De Kalkoen (1731-1815, ten westen van de huidige Kattenlaan)
- Het Morinnetje (1715-1815, op terrein achter kruitmolen 't Oorlogsschip)
- Overtooms Welvaren (1793-1820, Fam. de Clercq eigenaar 1793 - 1820, 1816 nog 79 personeelsleden, huidige Overtoom 445)
- De Moriaan (1731-1755, vanaf 1770 een vingerhoedmakerij)
- Burgrust (1755-1807)
- Oosterzee (1732-1789)
- Meylust (1810-1816, huidige Overtoom 491-493)
- Glanzerijen, kalanderijen en glansloodsen (1782-1820, vier stuks aan het Bagijnepad)

Amstelveenseweg en Sloterweg (Den Overtoom):
- Het Toorentje, Plaats Royal ofwel Buytendruck (1672-1793, Pieter de Clercq Jacobsz. eigenaar tot 1793, gelegen op de in 1954 afgebroken uitspanning Schinkelhaven)
- 't Huis te Vreagh (1701-1793, Sloterweg, Sloten)

Overtoomsevaart (noordzijde, stille zijde):
- Door Druk Geluk (1805-1833, incl galerij en glansloods, ten oosten van scheepsmakerij op "'t Eiland")
- Kalanderij, glanzerijen, blauwververij (1632-1798, verspreid over de Noordzijde van de Overtoomsevaart)

Amsterdam:
- De Catoenboom (1727-1757, Amstel te Amsterdam)
- Het Kleine Oorlogsschip (tot 1761)
- Het Molentje (tot 1800)
- De Witte Lely (tot 1803)
- 't Groenewoudt (tot 1819)
- 't Blaauw Huisje (tot 1805)
- Kort Beraad (tot 1805)
- De Kalkoen (tot 1814)
- Akerstein (tot 1816)

### Molens
In 1661 werden aan de noordzijde van de Overtoom zes korenmolens opgericht:  
- De Vier Winden
- De Rosenboom
- De Spinder
- De Lelie
- De Hoornse Jagt
- De Wolf

Aanvankelijk waren het standerdmolens, maar in de 18e eeuw werden deze door bovenkruiers vervangen.

## Trivia
Het oude en bekende kinderliedje Schuitje varen, theetje drinken is hier waarschijnlijk ontstaan in de 18e eeuw en heeft betrekking op de Overtoomse Vaart. Dit liedje verwijst naar de vroegere pleziertuinen die rond de Overtoomse Vaart aanwezig waren. Hierbij gingen rijke ouders met hun kinderen met een schuitje naar een pleziertuin, een kilometer of twee buiten de stadspoorten, om daar te verpozen. Ze moesten wel voor 22.00 uur in de stad terugkeren omdat anders de stadspoort gesloten was. Het liedje eindigde dan ook met de tekst "Zoete melk met brokken, Tien uur slaan de klokken", maar bij een ander versie "Zoete melk met brokken, (naam kindje) mag niet jokken".
De oudst bekende vermelding van het liedje stamt uit ca. 1850.

## Historische afbeeldingen

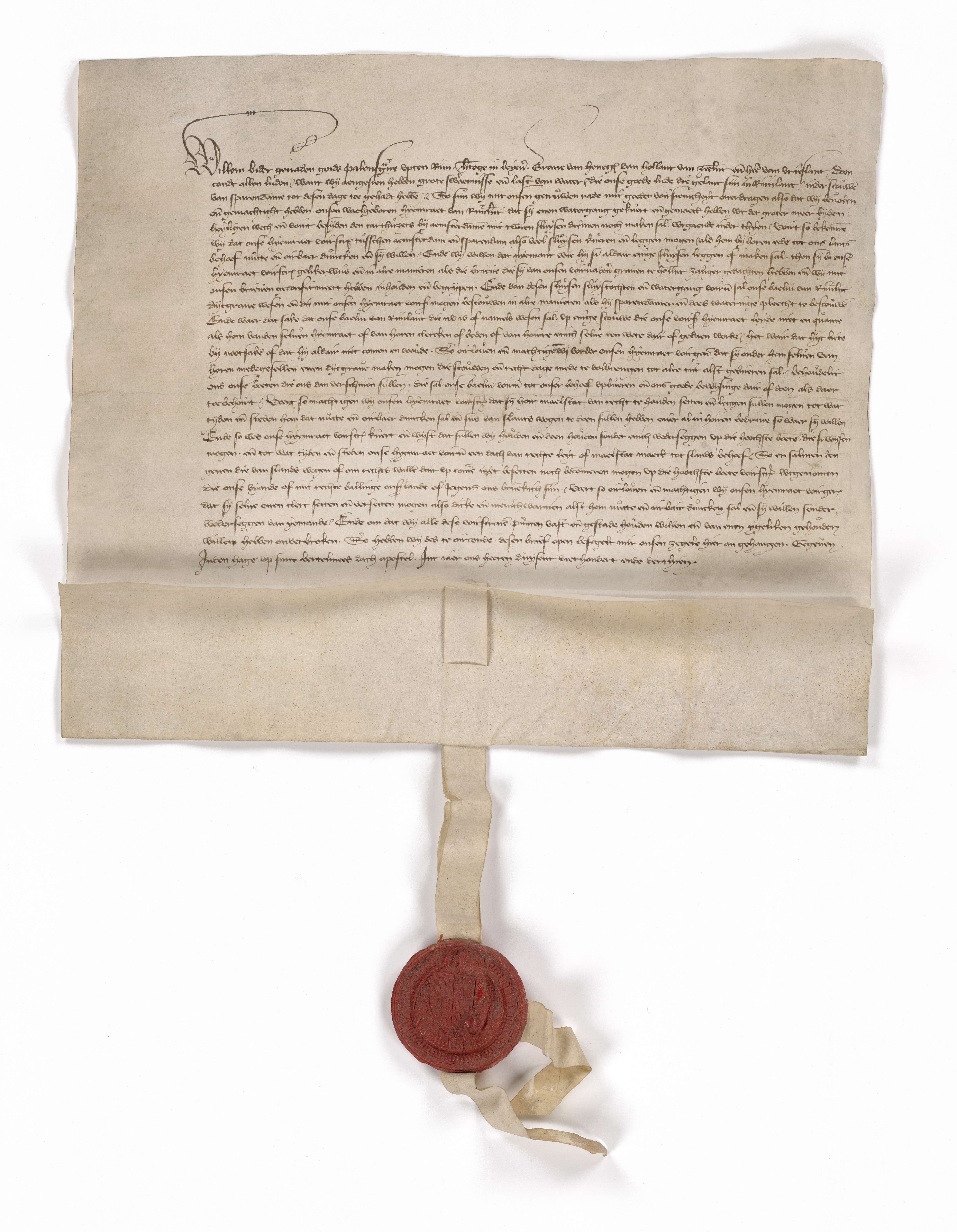
Toestemming door Willem VI aan de hoogheemraden van Rijnland om een watergang met twee sluizen tussen het Grote Meer en het IJ bij Amsterdam aan te leggen; 1413.
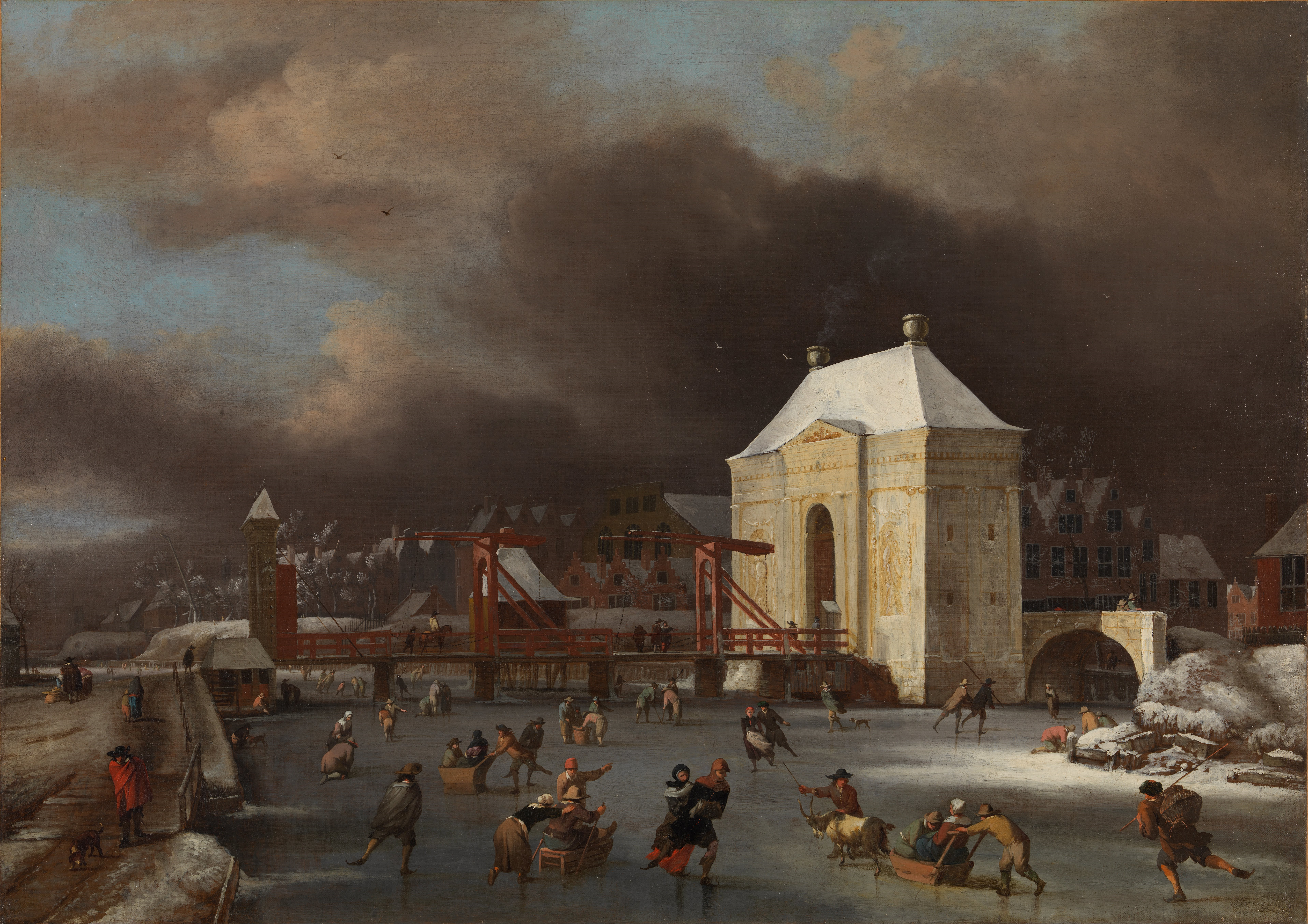
Johan van Kessel - Winterpret bij de Heiligewegspoort; circa 1658.
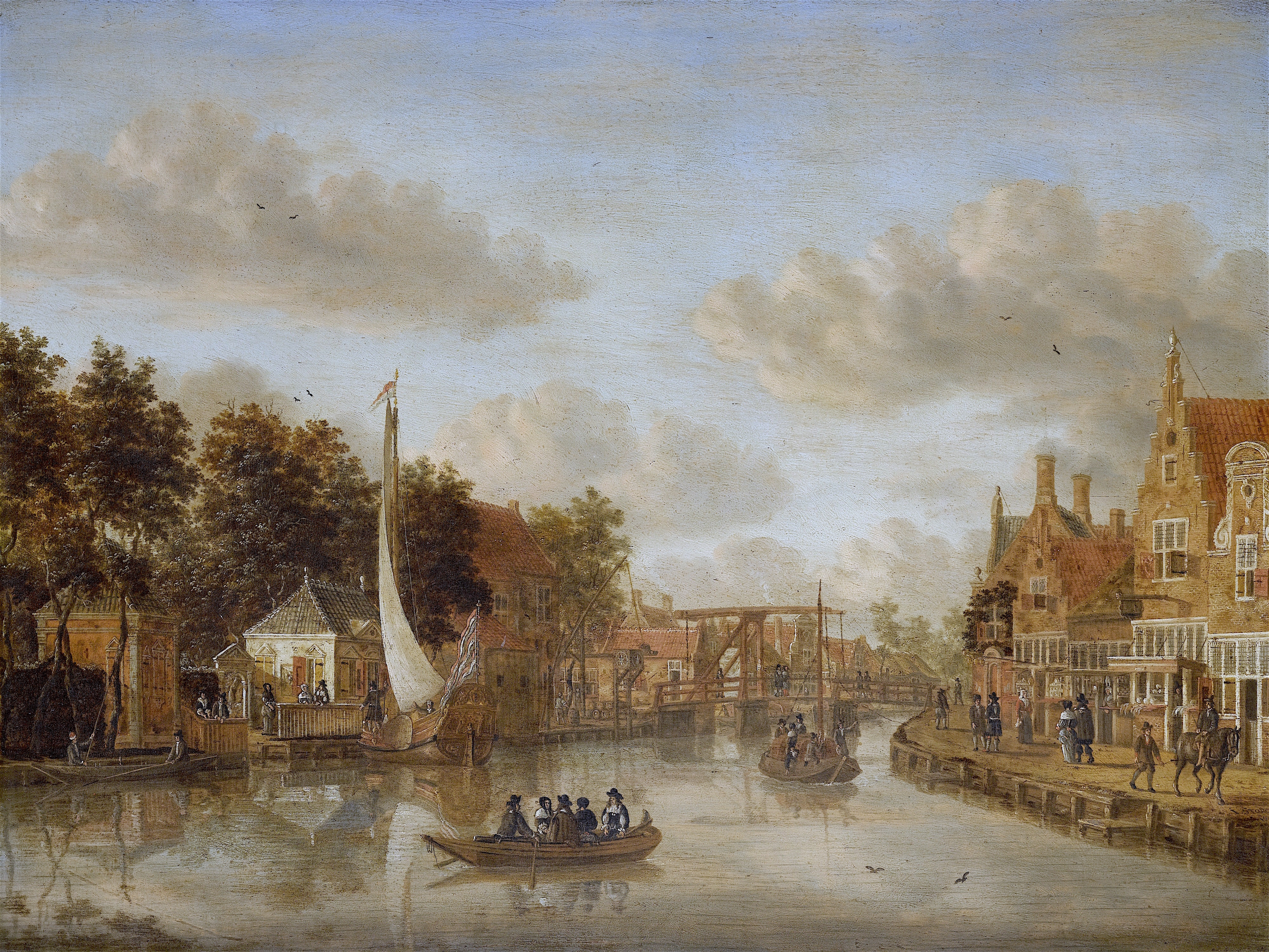
De Overtoomse Vaart op een schilderij uit de 17e eeuw van Jacobus Storck; circa 1690.
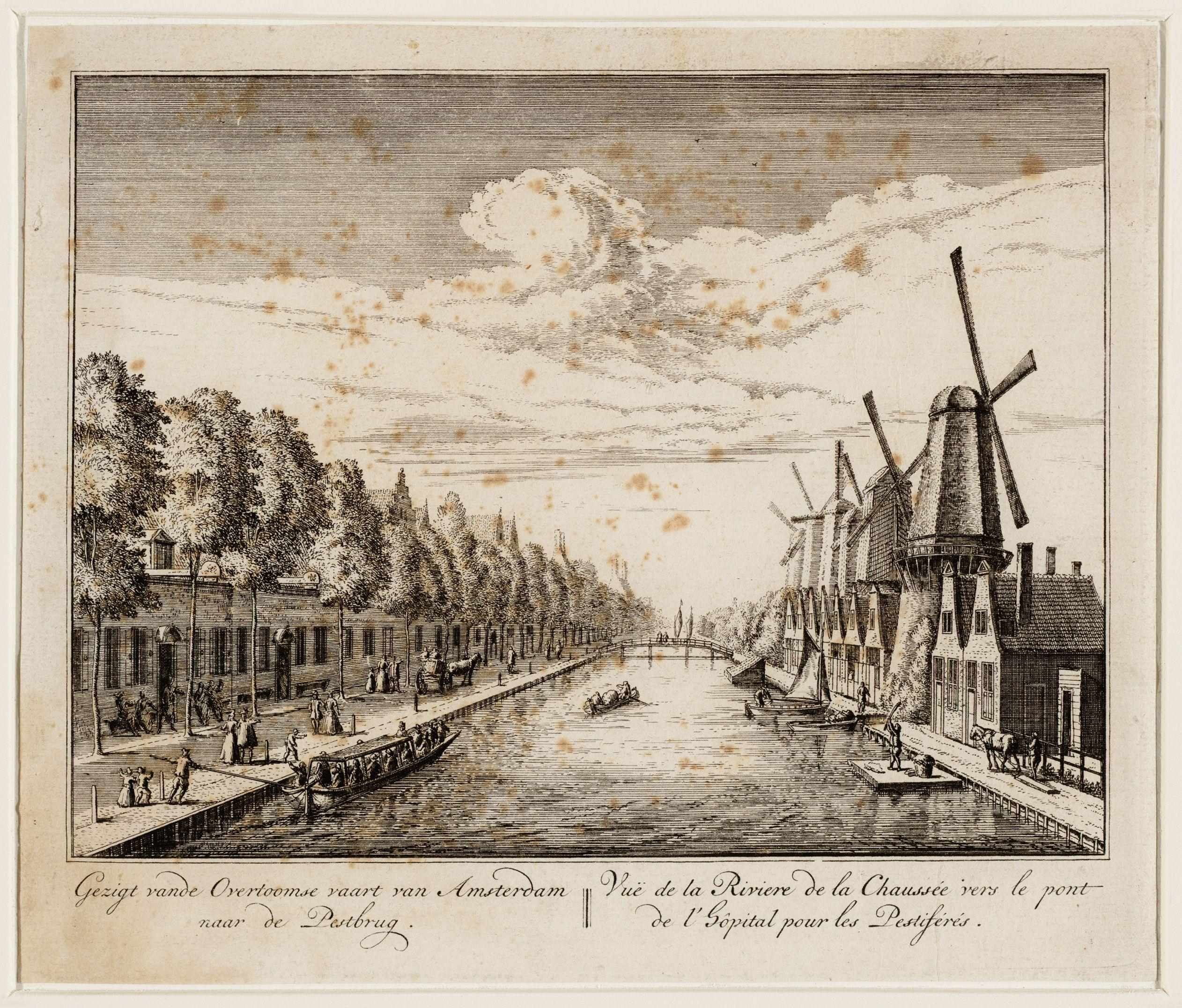
De Overtoomsevaart richting de Pestbrug. Ets door Abraham Rademaker; 1730.
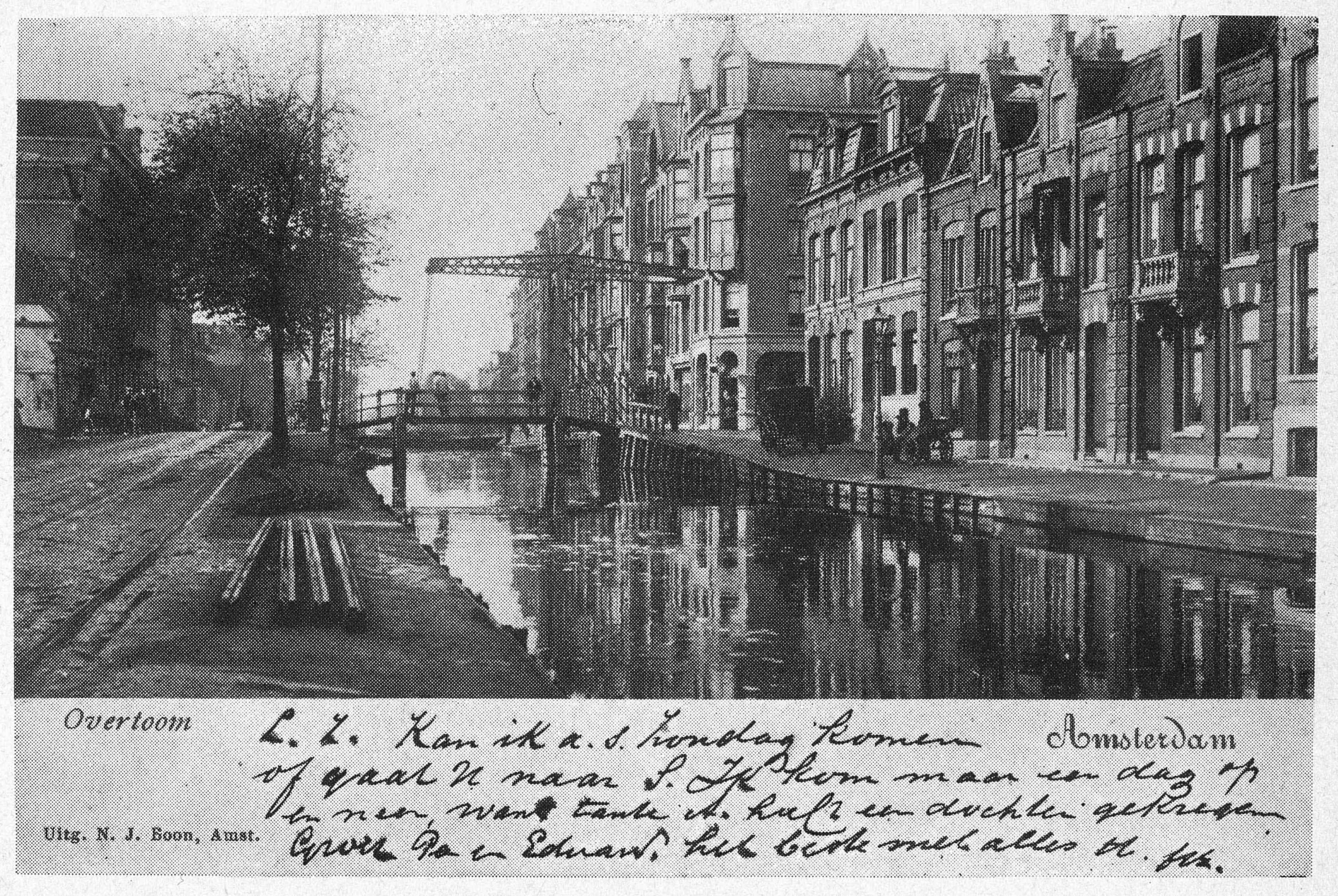
De Overtoomse Vaart voor de demping. Links de sporen van de paardentram; circa 1900.
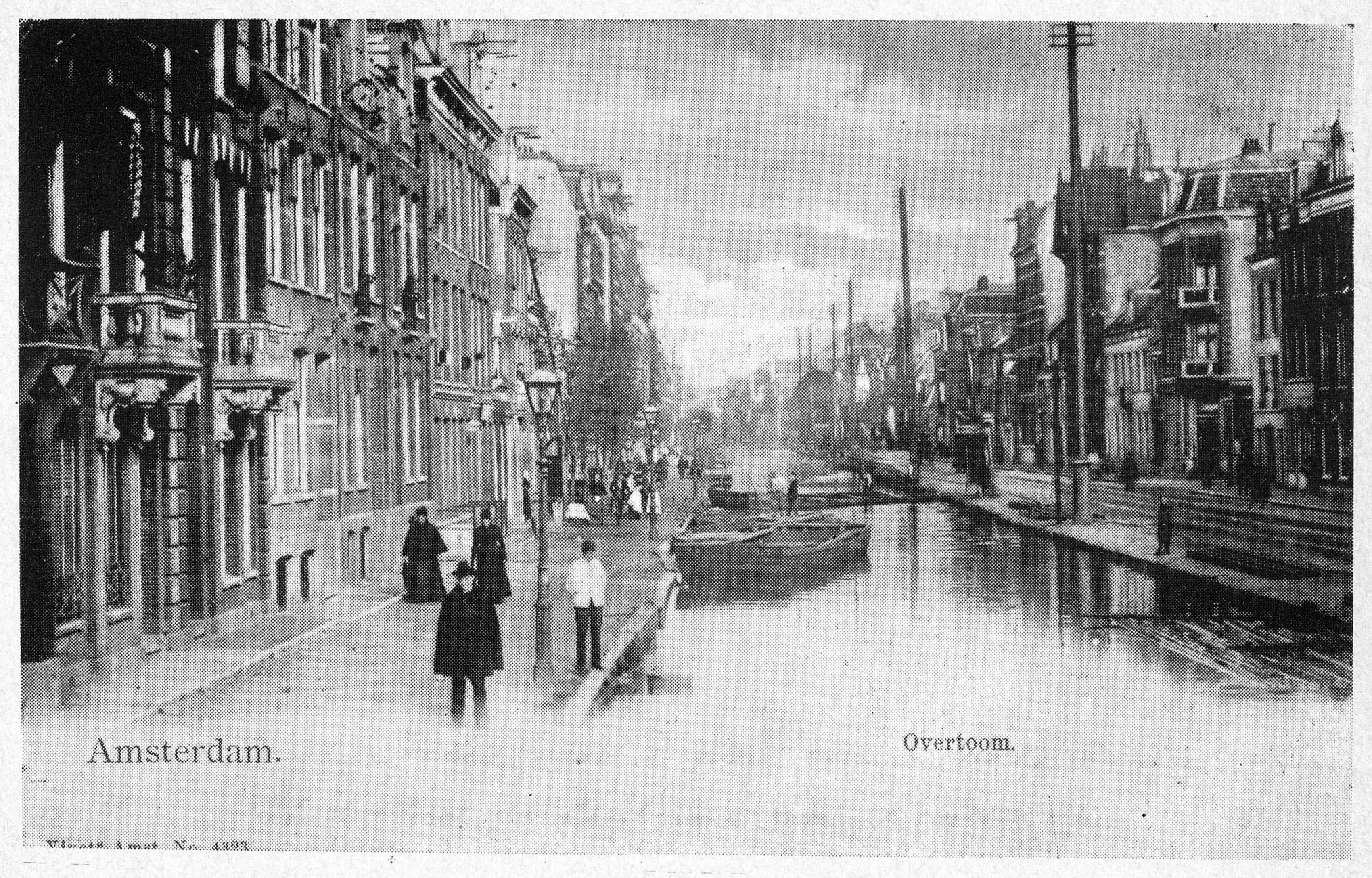
De Overtoomse Vaart voor de demping; circa 1900.
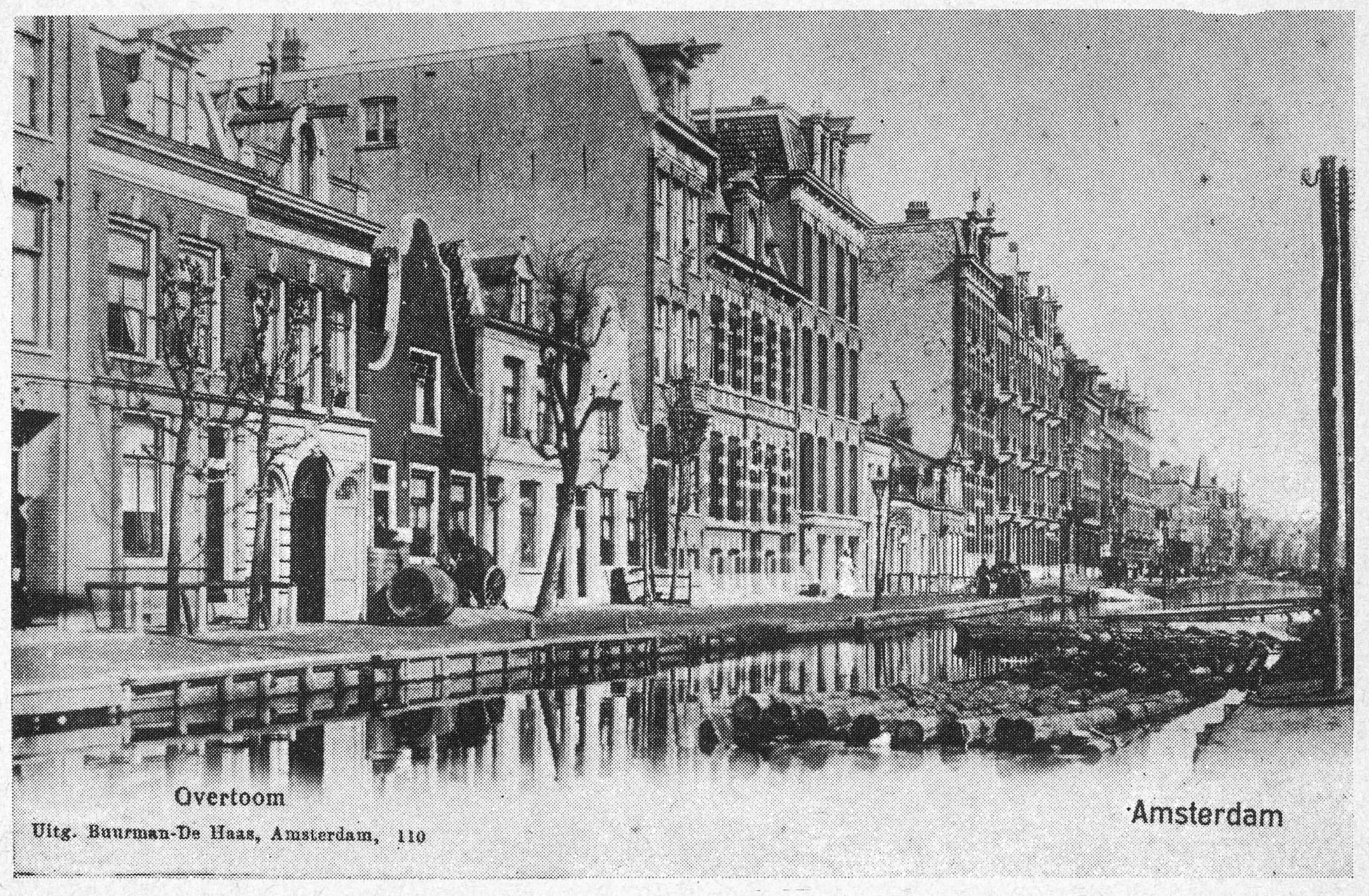
De Overtoomse Vaart voor de demping; circa 1900.
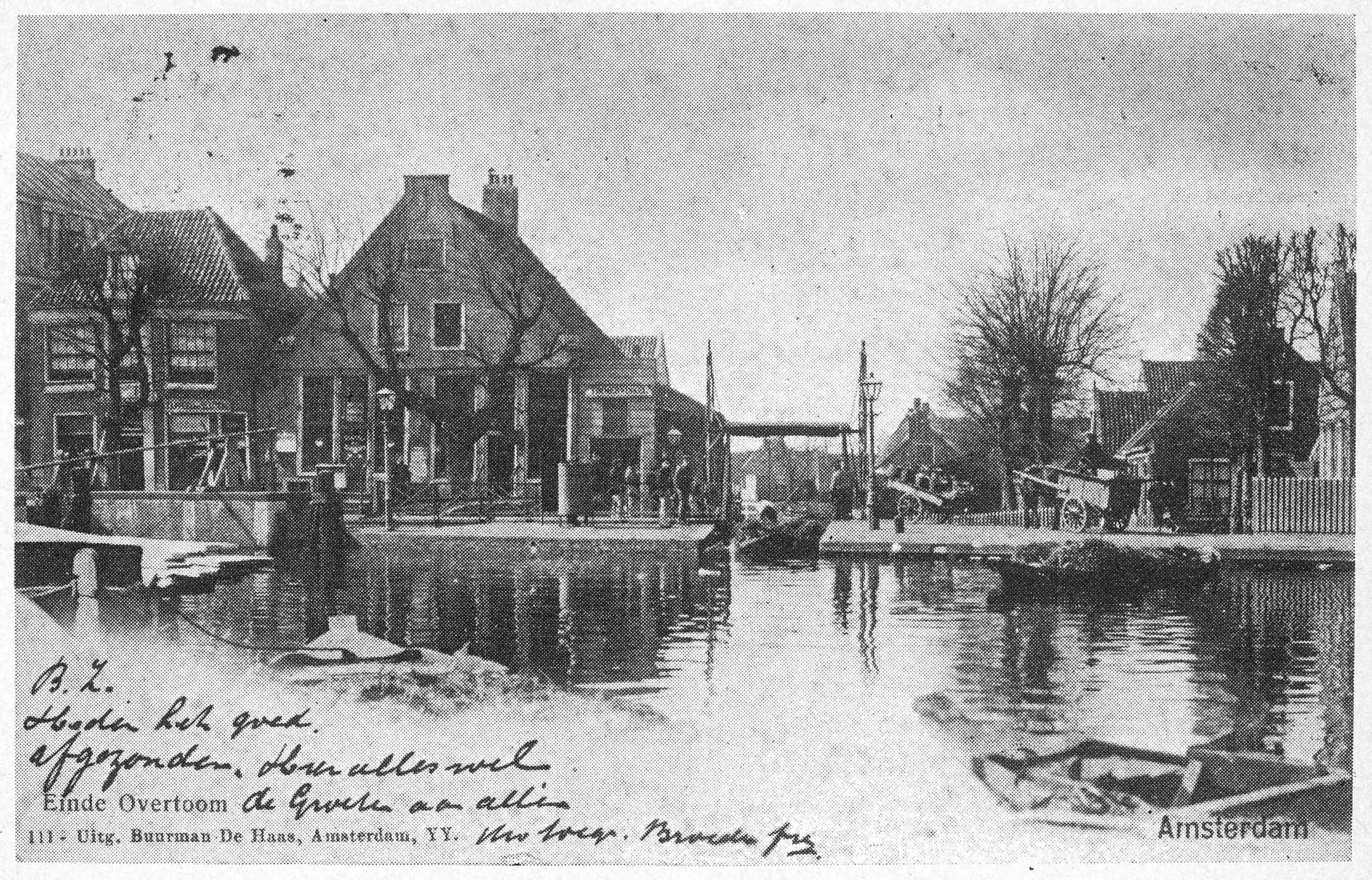
Einde van de Overtoomse Vaart bij de Kostverlorenvaart en overhaal naar de Slotervaart. Hier ligt nu de brug (nr. 199) naar de Surinamestraat; circa 1900.